# Liste des églises de la Drôme
La liste des églises de la Drôme recense de manière exhaustive les églises situées dans le département français de la Drôme. Il est fait état des diverses protections dont elles peuvent bénéficier, et notamment les inscriptions et classements au titre des monuments historiques.
En ce qui concerne le culte catholique, toutes les églises sont situées dans le diocèse de Valence.

## Statistiques

### Nombres
Le département de la Drôme comprend 363 communes au 1er janvier 2022.
Depuis 2020, le diocèse de Valence compte 22 paroisses.

## Classement
Le classement ci-après se fait par commune selon l'ordre alphabétique.
Il est fait état des diverses protections dont elles peuvent bénéficier, et notamment les inscriptions et classements au titre des monuments historiques.

## Liste

### Église catholique
| Église                                                                     | Commune                      | Adresse | Coordonnées                      | Notice         | Protection                                                                          | Date               | Illustration                                                             |
| -------------------------------------------------------------------------- | ---------------------------- | ------- | -------------------------------- | -------------- | ----------------------------------------------------------------------------------- | ------------------ | ------------------------------------------------------------------------ |
| Église de l'Immaculée-Conception d'Aix-en-Diois                            | Aix-en-Diois                 |         | 44° 42′ 32″ nord, 5° 24′ 06″ est |                |                                                                                     |                    | Image manquante Téléverser                                               |
| Église Saint-Philibert d'Albon                                             | Albon                        |         | 45° 13′ 15″ nord, 5° 51′ 35″ est |                |                                                                                     |                    | Église Saint-Philibert d'Albon                                           |
| Église Saint-Martin d'Albon                                                | Albon                        |         | 45° 14′ 13″ nord, 4° 52′ 34″ est |                |                                                                                     |                    | Église Saint-Martin d'Albon                                              |
| Église Saint-Romain d'Albon                                                | Albon                        |         | 45° 14′ 43″ nord, 4° 51′ 00″ est |                |                                                                                     |                    | Église Saint-Romain d'Albon                                              |
| Église Saint-Didier d'Alixan                                               | Alixan                       |         | 44° 58′ 30″ nord, 5° 01′ 35″ est | « PA00116880 » | Inscrit MH Église, à l'exception des parties classées ; Classé MH Chœur de l'église | 1927 ; 1984        | Église Saint-Didier d'Alixan                                             |
| Église Saint-Jean-Baptiste d'Allan                                         | Allan                        |         | à géolocaliser                   |                |                                                                                     |                    | Église Saint-Jean-Baptiste d'Allan                                       |
| Église Saint-Maurice d'Allex                                               | Allex                        |         | 44° 45′ 51″ nord, 4° 54′ 56″ est |                |                                                                                     |                    | Église Saint-Maurice d'Allex                                             |
| Église Saint-Pierre d'Ambonil                                              | Ambonil                      |         | 44° 47′ 39″ nord, 4° 54′ 31″ est |                |                                                                                     |                    | Église Saint-Pierre d'Ambonil                                            |
| Église Saint-Corneille-et-Saint-Cyprien d'Ancône                           | Ancône                       |         | 44° 34′ 58″ nord, 4° 43′ 34″ est |                |                                                                                     |                    | Église Saint-Corneille-et-Saint-Cyprien d'Ancône                         |
| Église Saint-André d'Andancette                                            | Andancette                   |         | 45° 14′ 28″ nord, 4° 48′ 19″ est |                |                                                                                     |                    | Église Saint-André d'Andancette                                          |
| Église Notre-Dame-de-l'Assomption d'Anneyron                               | Anneyron                     |         | 45° 16′ 10″ nord, 4° 53′ 19″ est | « PA00116882 » | Inscrit MH Clocher, transept et absides                                             | 1927               | Église Notre-Dame-de-l'Assomption d'Anneyron                             |
| Église Sainte-Agathe de Mantaille                                          | Anneyron                     |         | 45° 15′ 05″ nord, 4° 55′ 23″ est |                |                                                                                     |                    | Église Sainte-Agathe de Mantaille                                        |
| Église Notre-Dame d'Aouste-sur-Sye                                         | Aouste-sur-Sye               |         | 44° 42′ 57″ nord, 5° 03′ 26″ est |                |                                                                                     |                    | Église Notre-Dame d'Aouste-sur-Sye                                       |
| Église Notre-Dame de Berlière                                              | Arnayon                      |         | 44° 29′ 20″ nord, 5° 19′ 05″ est |                |                                                                                     |                    | Église Notre-Dame de Berlière                                            |
| Église Saint-Étienne d'Arpavon                                             | Arpavon                      |         | 44° 22′ 14″ nord, 5° 16′ 04″ est |                |                                                                                     |                    | Église Saint-Étienne d'Arpavon                                           |
| Église Saint-Marcellin d'Arthémonay                                        | Arthémonay                   |         | 45° 08′ 34″ nord, 5° 03′ 22″ est | « PA00116884 » | Inscrit MH                                                                          | 1926               | Église Saint-Marcellin d'Arthémonay                                      |
| Église Saint-Jean de Manobre                                               | Aubenasson                   |         | 44° 41′ 29″ nord, 5° 08′ 29″ est |                |                                                                                     |                    | Église Saint-Jean de Manobre                                             |
| Église Saint-André d'Aubres                                                | Aubres                       |         | 44° 22′ 33″ nord, 5° 10′ 05″ est |                |                                                                                     |                    | Église Saint-André d'Aubres                                              |
| Église Saint-Jacques d'Aulan                                               | Aulan                        |         | 44° 13′ 19″ nord, 5° 25′ 41″ est |                |                                                                                     |                    | Église Saint-Jacques d'Aulan                                             |
| Église Saint-Pierre d'Aurel                                                | Aurel                        |         | 44° 41′ 42″ nord, 5° 17′ 48″ est |                |                                                                                     |                    | Image manquante Téléverser                                               |
| Église Saint-Jean-Baptiste d'Autichamp                                     | Autichamp                    |         | 44° 40′ 55″ nord, 4° 57′ 53″ est |                |                                                                                     |                    | Église Saint-Jean-Baptiste d'Autichamp                                   |
| Clocher de l'ancienne église Saint-Sébastien d'Autichamp                   | Autichamp                    |         | 44° 40′ 54″ nord, 4° 57′ 53″ est |                |                                                                                     |                    | Clocher de l'ancienne église Saint-Sébastien d'Autichamp                 |
| Église Sainte-Catherine de Ballons                                         | Ballons                      |         | 44° 15′ 19″ nord, 5° 38′ 34″ est |                |                                                                                     |                    | Église Sainte-Catherine de Ballons                                       |
| Église Saint-Sébastien de Barbières                                        | Barbières                    |         | 44° 57′ 18″ nord, 5° 08′ 31″ est |                |                                                                                     |                    | Église Saint-Sébastien de Barbières                                      |
| Église Sainte-Anne de Barcelonne                                           | Barcelonne                   |         | 44° 52′ 04″ nord, 5° 03′ 08″ est |                |                                                                                     |                    | Église Sainte-Anne de Barcelonne                                         |
| Église Notre-Dame-de-l'Assomption de Barnave                               | Barnave                      |         | 44° 39′ 36″ nord, 5° 22′ 08″ est |                |                                                                                     |                    | Image manquante Téléverser                                               |
| Église Saint-Sauveur-et-Saint-Sébastien de Barret-de-Lioure                | Barret-de-Lioure             |         | 44° 11′ 07″ nord, 5° 29′ 37″ est | « PA00116886 » |                                                                                     |                    | Église Saint-Sauveur-et-Saint-Sébastien de Barret-de-Lioure              |
| Église Sainte-Anne de Barsac                                               | Barsac                       |         | 44° 43′ 55″ nord, 5° 17′ 23″ est |                |                                                                                     |                    | Église Sainte-Anne de Barsac                                             |
| Église Saint-Étienne de Bathernay                                          | Bathernay                    |         | 45° 10′ 49″ nord, 5° 59′ 40″ est | « PA00116887 » | Classé MH                                                                           | 1921               | Église Saint-Étienne de Bathernay                                        |
| Église Saints-Barthélemy-et-Sébastien de Beaufort-sur-Gervanne             | Beaufort-sur-Gervanne        |         | 44° 46′ 35″ nord, 5° 08′ 36″ est |                |                                                                                     |                    | Église Saints-Barthélemy-et-Sébastien de Beaufort-sur-Gervanne           |
| Église Saint-Sébastien de Beaumont-Monteux                                 | Beaumont-Monteux             |         | 45° 01′ 13″ nord, 4° 55′ 21″ est |                |                                                                                     |                    | Église Saint-Sébastien de Beaumont-Monteux                               |
| Église Sainte-Anne de Beaumont-en-Diois                                    | Beaumont-en-Diois            |         | 44° 34′ 10″ nord, 5° 28′ 34″ est |                |                                                                                     |                    | Image manquante Téléverser                                               |
| Église temple de Beaumont-lès-Valence                                      | Beaumont-lès-Valence         |         | 44° 51′ 36″ nord, 4° 56′ 30″ est | « PA00116892 » | Classé MH                                                                           | 1914               | Église temple de Beaumont-lès-Valence                                    |
| Église Saint-Nicolas de Beauregard                                         | Beauregard-Baret             |         | 44° 59′ 47″ nord, 5° 11′ 11″ est |                |                                                                                     |                    | Église Saint-Nicolas de Beauregard                                       |
| Église Sainte-Anne de Meymans                                              | Beauregard-Baret             |         | 45° 00′ 53″ nord, 5° 09′ 06″ est |                |                                                                                     |                    | Église Sainte-Anne de Meymans                                            |
| Église Sainte-Anne de Beaurières                                           | Beaurières                   |         | 44° 34′ 15″ nord, 5° 33′ 34″ est |                |                                                                                     |                    | Image manquante Téléverser                                               |
| Église Saint-Pierre de Beausemblant                                        | Beausemblant                 |         | 45° 13′ 02″ nord, 4° 49′ 55″ est |                |                                                                                     |                    | Église Saint-Pierre de Beausemblant                                      |
| Église Saint-Jean-Baptiste de Beauvallon                                   | Beauvallon                   |         | 44° 51′ 26″ nord, 4° 54′ 08″ est |                |                                                                                     |                    | Église Saint-Jean-Baptiste de Beauvallon                                 |
| Église Saints-Simon-et-Jude de Beauvoisin                                  | Beauvoisin                   |         | 44° 18′ 04″ nord, 5° 12′ 42″ est |                |                                                                                     |                    | Image manquante Téléverser                                               |
| Église Saint-Laurent de Bellecombe-Tarendol                                | Bellecombe-Tarendol          |         | 44° 21′ 09″ nord, 5° 21′ 09″ est |                |                                                                                     |                    | Église Saint-Laurent de Bellecombe-Tarendol                              |
| Église Saint-Pierre de Bellegarde-en-Diois                                 | Bellegarde-en-Diois          |         | 44° 32′ 17″ nord, 5° 25′ 40″ est |                |                                                                                     |                    | Église Saint-Pierre de Bellegarde-en-Diois                               |
| Abbaye Sainte-Anne de Bonlieu-sur-Roubion                                  | Bonlieu-sur-Roubion          |         | 44° 35′ 39″ nord, 4° 52′ 50″ est | « PA26000006 » | Inscrit MH L'abbatiale                                                              | 1999               | Abbaye Sainte-Anne de Bonlieu-sur-Roubion                                |
| Église de la Sainte-Vierge de Bonlieu-sur-Roubion                          | Bonlieu-sur-Roubion          |         | 44° 35′ 42″ nord, 4° 52′ 49″ est |                |                                                                                     |                    | Église de la Sainte-Vierge de Bonlieu-sur-Roubion                        |
| Église Notre-Dame-du-Bosquet de Bouchet                                    | Bouchet                      |         | 44° 17′ 53″ nord, 4° 52′ 25″ est |                |                                                                                     |                    | Église Notre-Dame-du-Bosquet de Bouchet                                  |
| Église Saint-Martin de Boulc                                               | Boulc                        |         | 44° 38′ 55″ nord, 5° 33′ 53″ est |                |                                                                                     |                    | Image manquante Téléverser                                               |
| Église du Coteau de Boulc                                                  | Boulc                        |         | 44° 39′ 05″ nord, 5° 34′ 28″ est |                |                                                                                     |                    | Image manquante Téléverser                                               |
| Église Notre-Dame de Bourdeaux                                             | Bourdeaux                    |         | 44° 35′ 08″ nord, 5° 08′ 04″ est | « IA26000017 » |                                                                                     |                    | Église Notre-Dame de Bourdeaux                                           |
| Église Notre-Dame-de-Viale de Bourdeaux                                    | Bourdeaux                    |         | 44° 35′ 03″ nord, 5° 07′ 58″ est | « IA26000020 » |                                                                                     |                    | Image manquante Téléverser                                               |
| Église Notre-Dame-des-Sept-Douleurs de Bourg-de-Péage                      | Bourg-de-Péage               |         | 45° 02′ 23″ nord, 5° 02′ 57″ est |                |                                                                                     |                    | Église Notre-Dame-des-Sept-Douleurs de Bourg-de-Péage                    |
| Église Saint-Pierre de Bourg-lès-Valence                                   | Bourg-lès-Valence            |         | 44° 57′ 38″ nord, 4° 53′ 39″ est |                |                                                                                     |                    | Église Saint-Pierre de Bourg-lès-Valence                                 |
| Église Saint-Sébastien de Bouvante-le-Bas                                  | Bouvante                     |         | 44° 57′ 54″ nord, 5° 16′ 16″ est |                |                                                                                     |                    | Église Saint-Sébastien de Bouvante-le-Bas                                |
| Église Saint-Pierre de Bouvante-le-Haut                                    | Bouvante                     |         | 44° 55′ 14″ nord, 5° 15′ 50″ est |                |                                                                                     |                    | Image manquante Téléverser                                               |
| Église Saint-Antoine de Bouvières                                          | Bouvières                    |         | 44° 30′ 59″ nord, 5° 12′ 55″ est |                |                                                                                     |                    | Église Saint-Antoine de Bouvières                                        |
| Église Saint-Laurent de Bren                                               | Bren                         |         | 45° 08′ 10″ nord, 4° 56′ 54″ est |                |                                                                                     |                    | Église Saint-Laurent de Bren                                             |
| Église Notre-Dame du Monestier                                             | Brette                       |         | 44° 35′ 16″ nord, 5° 18′ 38″ est |                |                                                                                     |                    | Image manquante Téléverser                                               |
| Église Notre-Dame-de-Nazareth de Buis-les-Baronnies                        | Buis-les-Baronnies           |         | 44° 16′ 34″ nord, 5° 16′ 25″ est |                |                                                                                     |                    | Église Notre-Dame-de-Nazareth de Buis-les-Baronnies                      |
| Église Saint-Antoine de Bénivay                                            | Bénivay-Ollon                |         | 44° 17′ 52″ nord, 5° 11′ 22″ est |                |                                                                                     |                    | Église Saint-Antoine de Bénivay                                          |
| Église Saint-Étienne de Bésayes                                            | Bésayes                      |         | 44° 57′ 57″ nord, 5° 04′ 40″ est |                |                                                                                     |                    | Église Saint-Étienne de Bésayes                                          |
| Église Saint-Thomas de Bésignan                                            | Bésignan                     |         | 44° 19′ 13″ nord, 5° 19′ 33″ est |                |                                                                                     |                    | Église Saint-Thomas de Bésignan                                          |
| Église Saint-Jean-Baptiste de Chabeuil                                     | Chabeuil                     |         | 44° 53′ 59″ nord, 5° 01′ 17″ est |                |                                                                                     |                    | Église Saint-Jean-Baptiste de Chabeuil                                   |
| Église Saint-Andéol de Chabeuil                                            | Chabeuil                     |         | 44° 53′ 58″ nord, 5° 01′ 17″ est |                |                                                                                     |                    | Église Saint-Andéol de Chabeuil                                          |
| Église Saint-Pierre de Chabrillan                                          | Chabrillan                   |         | 44° 43′ 16″ nord, 4° 57′ 04″ est | « PA00116903 » | Classé MH                                                                           | 1862               | Église Saint-Pierre de Chabrillan                                        |
| Église Saint-Julien de Chabrillan                                          | Chabrillan                   |         | 44° 43′ 26″ nord, 4° 56′ 31″ est |                |                                                                                     |                    | Image manquante Téléverser                                               |
| Église Saint-Pierre de Chalancon                                           | Chalancon                    |         | 44° 30′ 34″ nord, 5° 20′ 50″ est |                |                                                                                     |                    | Église Saint-Pierre de Chalancon                                         |
| Église Saint-André de Chamaloc                                             | Chamaloc                     |         | 44° 47′ 54″ nord, 5° 23′ 03″ est |                |                                                                                     |                    | Image manquante Téléverser                                               |
| Église Saint-Barthélemy de Chamaret                                        | Chamaret                     |         | 44° 23′ 48″ nord, 4° 52′ 57″ est | « IA26000094 » |                                                                                     |                    | Église Saint-Barthélemy de Chamaret                                      |
| Église Saint-Martin de Chanos-Curson                                       | Chanos-Curson                |         | 45° 03′ 41″ nord, 4° 54′ 50″ est |                |                                                                                     |                    | Église Saint-Martin de Chanos-Curson                                     |
| Église Notre-Dame de Chantemerle-les-Blés                                  | Chantemerle-les-Blés         |         | 45° 06′ 36″ nord, 4° 53′ 51″ est | « PA00116905 » | Classé MH                                                                           | 1905               | Église Notre-Dame de Chantemerle-les-Blés                                |
| Église Saint-Maurice de Chantemerle-lès-Grignan                            | Chantemerle-lès-Grignan      |         | 44° 24′ 14″ nord, 4° 50′ 12″ est | « IA26000074 » |                                                                                     |                    | Église Saint-Maurice de Chantemerle-lès-Grignan                          |
| Église Saint-Mury de Charmes-sur-l'Herbasse                                | Charmes-sur-l'Herbasse       |         | 45° 08′ 53″ nord, 5° 00′ 53″ est |                |                                                                                     |                    | Église Saint-Mury de Charmes-sur-l'Herbasse                              |
| Église Saint-Jean-Baptiste de Charols                                      | Charols                      |         | 44° 35′ 34″ nord, 4° 57′ 06″ est | « PA00132811 » | Inscrit MH                                                                          | 1994               | Église Saint-Jean-Baptiste de Charols                                    |
| Église Saint-Didier de Saint-Didier (Drôme)                                | Charpey                      |         | 44° 56′ 39″ nord, 5° 03′ 56″ est |                |                                                                                     |                    | Église Saint-Didier de Saint-Didier (Drôme)                              |
| Église Saint-Nicolas de Charpey                                            | Charpey                      |         | 44° 56′ 21″ nord, 5° 05′ 35″ est |                |                                                                                     |                    | Église Saint-Nicolas de Charpey                                          |
| Église Saint-Apollinaire de Chatuzange-le-Goubet                           | Chatuzange-le-Goubet         |         | 45° 00′ 01″ nord, 5° 05′ 01″ est |                |                                                                                     |                    | Église Saint-Apollinaire de Chatuzange-le-Goubet                         |
| Église Saint-Michel de Pizançon                                            | Chatuzange-le-Goubet         |         | 45° 02′ 14″ nord, 5° 04′ 23″ est |                |                                                                                     |                    | Église Saint-Michel de Pizançon                                          |
| Église Sainte-Agathe de Chaudebonne                                        | Chaudebonne                  |         | 44° 27′ 32″ nord, 5° 14′ 39″ est |                |                                                                                     |                    | Image manquante Téléverser                                               |
| Église Saint-Pierre-et-Saint-Paul de l'Estellon                            | Chaudebonne                  |         | 44° 28′ 41″ nord, 5° 13′ 17″ est |                |                                                                                     |                    | Église Saint-Pierre-et-Saint-Paul de l'Estellon                          |
| Église Saint-Pierre de Chauvac-Laux-Montaux                                | Chauvac-Laux-Montaux         |         | 44° 19′ 17″ nord, 5° 31′ 31″ est |                |                                                                                     |                    | Église Saint-Pierre de Chauvac-Laux-Montaux                              |
| Église Saint-Priest de Chavannes                                           | Chavannes                    |         | 45° 06′ 22″ nord, 4° 55′ 33″ est |                |                                                                                     |                    | Église Saint-Priest de Chavannes                                         |
| Église Saint-Michel de Châteaudouble                                       | Châteaudouble                |         | 44° 53′ 58″ nord, 5° 05′ 42″ est |                |                                                                                     |                    | Église Saint-Michel de Châteaudouble                                     |
| Église Saint-Michel de Châteauneuf-de-Bordette                             | Châteauneuf-de-Bordette      |         | 44° 19′ 57″ nord, 5° 10′ 09″ est |                |                                                                                     |                    | Église Saint-Michel de Châteauneuf-de-Bordette                           |
| Église Saint-Bonnet de Saint-Bonnet-de-Galaure                             | Châteauneuf-de-Galaure       |         | 45° 13′ 04″ nord, 4° 56′ 23″ est |                |                                                                                     |                    | Église Saint-Bonnet de Saint-Bonnet-de-Galaure                           |
| Église Saint-Jean de Châteauneuf-de-Galaure                                | Châteauneuf-de-Galaure       |         | 45° 14′ 01″ nord, 4° 57′ 24″ est |                |                                                                                     |                    | Église Saint-Jean de Châteauneuf-de-Galaure                              |
| Église Saint-Pierre du prieuré de Charrière                                | Châteauneuf-de-Galaure       |         | 45° 13′ 59″ nord, 4° 58′ 20″ est |                |                                                                                     |                    | Image manquante Téléverser                                               |
| Église Saint-Nicolas de Châteauneuf-du-Rhône                               | Châteauneuf-du-Rhône         |         | 44° 29′ 06″ nord, 4° 43′ 00″ est |                |                                                                                     |                    | Église Saint-Nicolas de Châteauneuf-du-Rhône                             |
| Église Saint-Thomas de Châteauneuf-sur-Isère                               | Châteauneuf-sur-Isère        |         | 45° 00′ 53″ nord, 4° 56′ 17″ est |                |                                                                                     |                    | Image manquante Téléverser                                               |
| Église d'Aiguille                                                          | Châteauneuf-sur-Isère        |         | 44° 59′ 29″ nord, 4° 53′ 12″ est |                |                                                                                     |                    | Image manquante Téléverser                                               |
| Église Saint-Théobald de Gillons                                           | Châtillon-Saint-Jean         |         | 45° 06′ 29″ nord, 5° 07′ 10″ est |                |                                                                                     |                    | Église Saint-Théobald de Gillons                                         |
| Église Saint-Jean de Châtillon-Saint-Jean                                  | Châtillon-Saint-Jean         |         | 45° 05′ 17″ nord, 5° 07′ 55″ est |                |                                                                                     |                    | Église Saint-Jean de Châtillon-Saint-Jean                                |
| Église Saint-Julien de Châtillon-en-Diois                                  | Châtillon-en-Diois           |         | 44° 41′ 42″ nord, 5° 29′ 08″ est |                |                                                                                     |                    | Église Saint-Julien de Châtillon-en-Diois                                |
| Église Saint-Michel de Clansayes                                           | Clansayes                    |         | 44° 22′ 17″ nord, 4° 48′ 24″ est | « PA00116915 » | Inscrit MH                                                                          | 1926               | Église Saint-Michel de Clansayes                                         |
| Prieuré de Saint-Andéol                                                    | Claveyson                    |         | 45° 09′ 55″ nord, 4° 57′ 19″ est | « PA00116917 » | Classé MH Église                                                                    | 1984               | Prieuré de Saint-Andéol                                                  |
| Église Saint-Sébastien de Claveyson                                        | Claveyson                    |         | 45° 10′ 52″ nord, 4° 55′ 48″ est |                |                                                                                     |                    | Église Saint-Sébastien de Claveyson                                      |
| Église Saint-Jean-Baptiste de Cliousclat                                   | Cliousclat                   |         | 44° 42′ 58″ nord, 4° 50′ 07″ est |                |                                                                                     |                    | Église Saint-Jean-Baptiste de Cliousclat                                 |
| Église Saint-Sauveur de Cléon-d'Andran                                     | Cléon-d'Andran               |         | 44° 36′ 40″ nord, 4° 56′ 09″ est |                |                                                                                     |                    | Église Saint-Sauveur de Cléon-d'Andran                                   |
| Église Sainte-Catherine de Clérieux                                        | Clérieux                     |         | 45° 04′ 34″ nord, 4° 57′ 32″ est |                |                                                                                     |                    | Église Sainte-Catherine de Clérieux                                      |
| Église Saint-Pierre de Cobonne                                             | Cobonne                      |         | 44° 45′ 52″ nord, 5° 04′ 40″ est |                |                                                                                     |                    | Église Saint-Pierre de Cobonne                                           |
| Église Saint-Pierre-ès-Liens de Colonzelle                                 | Colonzelle                   |         | 44° 23′ 02″ nord, 4° 53′ 50″ est | « PA00116919 » | Classé MH                                                                           | 2009               | Église Saint-Pierre-ès-Liens de Colonzelle                               |
| Église Saint-Pierre de Colonzelle                                          | Colonzelle                   |         | 44° 23′ 34″ nord, 4° 53′ 59″ est | « IA26000078 » |                                                                                     |                    | Église Saint-Pierre de Colonzelle                                        |
| Église Notre-Dame de Colonzelle                                            | Colonzelle                   |         | 44° 23′ 40″ nord, 4° 54′ 00″ est | « IA26000077 » |                                                                                     |                    | Image manquante Téléverser                                               |
| Église Saint-Martin, ancien prieuré de Combovin                            | Combovin                     |         | 44° 52′ 27″ nord, 5° 04′ 39″ est |                |                                                                                     |                    | Église Saint-Martin, ancien prieuré de Combovin                          |
| Église Saint-Pierre-et-Saint-Paul de Comps                                 | Comps                        |         | 44° 33′ 14″ nord, 5° 06′ 42″ est | « PA00116920 » | Classé MH                                                                           | 1938               | Église Saint-Pierre-et-Saint-Paul de Comps                               |
| Église Saint-Pierre de Condillac                                           | Condillac                    |         | 44° 38′ 32″ nord, 4° 49′ 03″ est |                |                                                                                     |                    | Image manquante Téléverser                                               |
| Église Saint-Pierre de Condorcet                                           | Condorcet                    |         | 44° 24′ 27″ nord, 5° 11′ 58″ est |                |                                                                                     |                    | Image manquante Téléverser                                               |
| Église Saint-Pons de Saint-Pons (Drôme)                                    | Condorcet                    |         | 44° 25′ 18″ nord, 5° 10′ 04″ est |                |                                                                                     |                    | Image manquante Téléverser                                               |
| Église Sainte-Madeleine de Cornillac                                       | Cornillac                    |         | 44° 26′ 37″ nord, 5° 23′ 11″ est |                |                                                                                     |                    | Image manquante Téléverser                                               |
| Église Saint-Michel de Cornillon-sur-l'Oule                                | Cornillon-sur-l'Oule         |         | 44° 27′ 33″ nord, 5° 21′ 59″ est |                |                                                                                     |                    | Église Saint-Michel de Cornillon-sur-l'Oule                              |
| Église Saint-Sauveur de Crest                                              | Crest                        |         | 44° 43′ 44″ nord, 5° 01′ 22″ est | « PA00116926 » | Classé MH                                                                           | 1983               | Église Saint-Sauveur de Crest                                            |
| Église Notre-Dame de Crozes-Hermitage                                      | Crozes-Hermitage             |         | 45° 05′ 27″ nord, 4° 50′ 47″ est |                |                                                                                     |                    | Église Notre-Dame de Crozes-Hermitage                                    |
| Église Saint-Étienne de Crépol                                             | Crépol                       |         | 45° 10′ 31″ nord, 5° 04′ 17″ est |                |                                                                                     |                    | Église Saint-Étienne de Crépol                                           |
| Église Saint-Nicolas de Curnier                                            | Curnier                      |         | 44° 23′ 06″ nord, 5° 14′ 06″ est |                |                                                                                     |                    | Église Saint-Nicolas de Curnier                                          |
| Cathédrale Notre-Dame de Die                                               | Die                          |         | 44° 45′ 08″ nord, 5° 22′ 16″ est | « PA00116933 » | Classé MH                                                                           | 1840               | Cathédrale Notre-Dame de Die                                             |
| Église de l'ancienne abbaye de Valcroissant de Die                         | Die                          |         | à géolocaliser                   |                |                                                                                     |                    | Image manquante Téléverser                                               |
| Église des Cordeliers de Die                                               | Die                          |         | à géolocaliser                   |                |                                                                                     |                    | Image manquante Téléverser                                               |
| Église Saint-Pierre de Dieulefit                                           | Dieulefit                    |         | 44° 31′ 24″ nord, 5° 03′ 57″ est | « PA00116938 » | Inscrit MH Porte Renaissance                                                        | 1926               | Église Saint-Pierre de Dieulefit                                         |
| Église Notre-Dame-de-la-Calle de Dieulefit                                 | Dieulefit                    |         | 44° 31′ 18″ nord, 5° 03′ 23″ est |                |                                                                                     |                    | Image manquante Téléverser                                               |
| Église Saint-Roch de Dieulefit                                             | Dieulefit                    |         | 44° 31′ 32″ nord, 5° 04′ 00″ est |                |                                                                                     |                    | Église Saint-Roch de Dieulefit                                           |
| Église Saint-Blaise de Divajeu                                             | Divajeu                      |         | 44° 42′ 14″ nord, 5° 01′ 01″ est |                |                                                                                     |                    | Image manquante Téléverser                                               |
| Église Saint-Lambert de Lambres                                            | Divajeu                      |         | 44° 42′ 18″ nord, 5° 00′ 20″ est |                |                                                                                     |                    | Église Saint-Lambert de Lambres                                          |
| Église Saint-Philibert de Donzère                                          | Donzère                      |         | 44° 26′ 39″ nord, 4° 42′ 33″ est | « PA00116941 » | Classé MH                                                                           | 1908               | Église Saint-Philibert de Donzère                                        |
| Église Saint-Étienne d'Espeluche                                           | Espeluche                    |         | 44° 30′ 58″ nord, 4° 49′ 26″ est |                |                                                                                     |                    | Église Saint-Étienne d'Espeluche                                         |
| Église Saint-Apollinaire d'Eurre                                           | Eurre                        |         | 44° 45′ 33″ nord, 4° 59′ 19″ est |                |                                                                                     |                    | Église Saint-Apollinaire d'Eurre                                         |
| Église Saint-Sébastien d'Eygalayes                                         | Eygalayes                    |         | 44° 14′ 23″ nord, 5° 36′ 27″ est |                |                                                                                     |                    | Image manquante Téléverser                                               |
| Église Sainte-Madeleine d'Eygaliers                                        | Eygaliers                    |         | 44° 14′ 22″ nord, 5° 16′ 48″ est |                |                                                                                     |                    | Église Sainte-Madeleine d'Eygaliers                                      |
| Église Saint-Étienne d'Eygluy                                              | Eygluy-Escoulin              |         | 44° 47′ 20″ nord, 5° 11′ 44″ est |                |                                                                                     |                    | Église Saint-Étienne d'Eygluy                                            |
| Église Saint-Pierre d'Eygluy-Escoulin                                      | Eygluy-Escoulin              |         | 44° 48′ 16″ nord, 5° 12′ 48″ est |                |                                                                                     |                    | Église Saint-Pierre d'Eygluy-Escoulin                                    |
| Église Saint-Pierre d'Eymeux                                               | Eymeux                       |         | 45° 04′ 42″ nord, 5° 10′ 41″ est |                |                                                                                     |                    | Image manquante Téléverser                                               |
| Église d'Eyroles                                                           | Eyroles                      |         | 44° 25′ 03″ nord, 5° 13′ 34″ est |                |                                                                                     |                    | Église d'Eyroles                                                         |
| Église de l'Exaltation-de-la-Sainte-Croix d'Eyzahut                        | Eyzahut                      |         | 44° 33′ 54″ nord, 5° 00′ 43″ est |                |                                                                                     |                    | Église de l'Exaltation-de-la-Sainte-Croix d'Eyzahut                      |
| Église Saint-Honoré de Fay-le-Clos                                         | Fay-le-Clos                  |         | 45° 12′ 48″ nord, 4° 54′ 22″ est |                |                                                                                     |                    | Église Saint-Honoré de Fay-le-Clos                                       |
| Église Saint-Julien de Ferrassières                                        | Ferrassières                 |         | 44° 08′ 09″ nord, 5° 28′ 40″ est |                |                                                                                     |                    | Église Saint-Julien de Ferrassières                                      |
| Église Saint-Pierre de Francillon-sur-Roubion                              | Francillon-sur-Roubion       |         | 44° 37′ 26″ nord, 5° 05′ 08″ est | « IA26000001 » |                                                                                     |                    | Église Saint-Pierre de Francillon-sur-Roubion                            |
| Église Saint-Barthélémy-et-Saint-Sébastien de Félines-sur-Rimandoule       | Félines-sur-Rimandoule       |         | 44° 34′ 56″ nord, 5° 03′ 20″ est |                |                                                                                     |                    | Image manquante Téléverser                                               |
| Église Saint-Sébastien de Gervans                                          | Gervans                      |         | 45° 06′ 27″ nord, 4° 49′ 54″ est |                |                                                                                     |                    | Église Saint-Sébastien de Gervans                                        |
| Église Saint-Ange de Geyssans                                              | Geyssans                     |         | 45° 07′ 15″ nord, 5° 04′ 21″ est | « PA00116952 » | Inscrit MH                                                                          | 1984               | Église Saint-Ange de Geyssans                                            |
| Église de Gigors-et-Lozeron                                                | Gigors-et-Lozeron            |         | 44° 47′ 27″ nord, 5° 06′ 21″ est | « PA00116953 » | Inscrit MH                                                                          | 1978               | Église de Gigors-et-Lozeron                                              |
| Église Saint-Pierre de Gigors                                              | Gigors-et-Lozeron            |         | à géolocaliser                   |                |                                                                                     |                    | Image manquante Téléverser                                               |
| Église Saint-Pierre-et-Saint-Paul de Glandage                              | Glandage                     |         | 44° 41′ 16″ nord, 5° 35′ 53″ est | « PA00116954 » | Inscrit MH                                                                          | 1978               | Église Saint-Pierre-et-Saint-Paul de Glandage                            |
| Église Saint-Jean-Baptiste de Grimone                                      | Glandage                     |         | 44° 41′ 46″ nord, 5° 38′ 10″ est |                |                                                                                     |                    | Église Saint-Jean-Baptiste de Grimone                                    |
| Église de l'Assomption de Borne                                            | Glandage                     |         | 44° 42′ 54″ nord, 5° 35′ 18″ est |                |                                                                                     |                    | Image manquante Téléverser                                               |
| Église Saint-Jean-Baptiste de Grane                                        | Grane                        |         | 44° 43′ 53″ nord, 4° 55′ 26″ est |                |                                                                                     |                    | Église Saint-Jean-Baptiste de Grane                                      |
| Ancienne église Saint-Jean-Baptiste de Grane                               | Grane                        |         | 44° 43′ 53″ nord, 4° 55′ 23″ est |                |                                                                                     |                    | Ancienne église Saint-Jean-Baptiste de Grane                             |
| Église Notre-Dame de Granges-les-Beaumont                                  | Granges-les-Beaumont         |         | 45° 02′ 57″ nord, 4° 59′ 04″ est |                |                                                                                     |                    | Image manquante Téléverser                                               |
| Collégiale Saint-Sauveur de Grignan                                        | Grignan                      |         | 44° 25′ 08″ nord, 4° 54′ 32″ est | « PA00116962 » | Classé MH                                                                           | 1840               | Collégiale Saint-Sauveur de Grignan                                      |
| Église Notre-Dame de Gumiane                                               | Gumiane                      |         | 44° 30′ 29″ nord, 5° 16′ 07″ est |                |                                                                                     |                    | Église Notre-Dame de Gumiane                                             |
| Église Saint-Pierre de Génissieux                                          | Génissieux                   |         | 45° 05′ 03″ nord, 5° 05′ 03″ est |                |                                                                                     |                    | Église Saint-Pierre de Génissieux                                        |
| Église Saint-Antoine de Treigneux                                          | Hauterives                   |         | 45° 14′ 53″ nord, 4° 59′ 42″ est |                |                                                                                     |                    | Église Saint-Antoine de Treigneux                                        |
| Église Saint-Germain d'Hauterives                                          | Hauterives                   |         | 45° 15′ 58″ nord, 5° 02′ 38″ est |                |                                                                                     |                    | Église Saint-Germain d'Hauterives                                        |
| Église Saint-Roch de Saint-Germain                                         | Hauterives                   |         | 45° 15′ 59″ nord, 5° 02′ 38″ est |                |                                                                                     |                    | Image manquante Téléverser                                               |
| Église Saint-Martin d'Hostun                                               | Hostun                       |         | 45° 02′ 07″ nord, 5° 12′ 35″ est | « PA00116968 » | Inscrit MH                                                                          | 1978               | Église Saint-Martin d'Hostun                                             |
| Église Saint-Maurice de Saint-Maurice (Drôme)                              | Hostun                       |         | 45° 02′ 19″ nord, 5° 12′ 01″ est |                |                                                                                     |                    | Église Saint-Maurice de Saint-Maurice (Drôme)                            |
| Église d'Izon-la-Bruize                                                    | Izon-la-Bruisse              |         | 44° 15′ 22″ nord, 5° 35′ 36″ est |                |                                                                                     |                    | Église d'Izon-la-Bruize                                                  |
| Église Sainte-Marie de Jaillans                                            | Jaillans                     |         | 45° 01′ 41″ nord, 5° 10′ 28″ est | « PA00116895 » | Inscrit MH                                                                          | 1926               | Église Sainte-Marie de Jaillans                                          |
| Église Saint-André de Jonchères                                            | Jonchères                    |         | 44° 34′ 20″ nord, 5° 24′ 17″ est |                |                                                                                     |                    | Église Saint-André de Jonchères                                          |
| Église Saint-Antoine de La Baume-d'Hostun                                  | La Baume-d'Hostun            |         | 45° 03′ 23″ nord, 5° 13′ 34″ est |                |                                                                                     |                    | Église Saint-Antoine de La Baume-d'Hostun                                |
| Église Sainte-Croix de La Baume-de-Transit                                 | La Baume-de-Transit          |         | 44° 20′ 19″ nord, 4° 51′ 52″ est | « PA00116891 » | Classé MH                                                                           | 1908               | Église Sainte-Croix de La Baume-de-Transit                               |
| Église Notre-Dame-des-Victoires de La Bâtie-Rolland                        | La Bâtie-Rolland             |         | 44° 33′ 11″ nord, 4° 51′ 57″ est |                |                                                                                     |                    | Église Notre-Dame-des-Victoires de La Bâtie-Rolland                      |
| Église Saint-Sébastien de La Bégude-de-Mazenc                              | La Bégude-de-Mazenc          |         | 44° 32′ 43″ nord, 4° 56′ 08″ est |                |                                                                                     |                    | Église Saint-Sébastien de La Bégude-de-Mazenc                            |
| Ancienne église Saint-Pierre-aux-Liens de La Bégude-de-Mazenc              | La Bégude-de-Mazenc          |         | 44° 33′ 03″ nord, 4° 56′ 19″ est |                |                                                                                     |                    | Ancienne église Saint-Pierre-aux-Liens de La Bégude-de-Mazenc            |
| Église de La Chapelle-en-Vercors                                           | La Chapelle-en-Vercors       |         | 44° 58′ 05″ nord, 5° 24′ 56″ est | « PA00116906 » | Classé MH                                                                           | 1983               | Église de La Chapelle-en-Vercors                                         |
| Église Sainte-Catherine de La Chaudière                                    | La Chaudière                 |         | 44° 37′ 54″ nord, 5° 12′ 58″ est |                |                                                                                     |                    | Église Sainte-Catherine de La Chaudière                                  |
| Église Saint-Antoine de La Coucourde                                       | La Coucourde                 |         | 44° 38′ 20″ nord, 4° 46′ 27″ est |                |                                                                                     |                    | Église Saint-Antoine de La Coucourde                                     |
| Église Saint-François-Régis de La Coucourde                                | La Coucourde                 |         | 44° 38′ 27″ nord, 4° 48′ 28″ est |                |                                                                                     |                    | Image manquante Téléverser                                               |
| Église Saint-Régis de La Coucourde                                         | La Coucourde                 |         | 44° 39′ 01″ nord, 4° 47′ 01″ est |                |                                                                                     |                    | Église Saint-Régis de La Coucourde                                       |
| Église Saint-Michel de La Garde-Adhémar                                    | La Garde-Adhémar             |         | 44° 23′ 34″ nord, 4° 45′ 08″ est | « PA00116951 » | Classé MH                                                                           | 1862               | Église Saint-Michel de La Garde-Adhémar                                  |
| Église Notre-Dame de La Garde-Adhémar                                      | La Garde-Adhémar             |         | 44° 23′ 40″ nord, 4° 46′ 29″ est |                |                                                                                     |                    | Église Notre-Dame de La Garde-Adhémar                                    |
| Église Notre-Dame-des-Champs de La Laupie                                  | La Laupie                    |         | 44° 36′ 33″ nord, 4° 50′ 50″ est |                |                                                                                     |                    | Image manquante Téléverser                                               |
| Église Notre-Dame de La Motte-Chalancon                                    | La Motte-Chalancon           |         | 44° 29′ 08″ nord, 5° 22′ 46″ est |                |                                                                                     |                    | Église Notre-Dame de La Motte-Chalancon                                  |
| Église Saint-Clair de La Motte-Fanjas                                      | La Motte-Fanjas              |         | 45° 03′ 01″ nord, 5° 16′ 02″ est |                |                                                                                     |                    | Église Saint-Clair de La Motte-Fanjas                                    |
| Église du prieuré Sainte-Agnès de La Motte-de-Galaure                      | La Motte-de-Galaure          |         | 45° 11′ 55″ nord, 4° 54′ 28″ est | « PA00117001 » | Inscrit MH                                                                          | 1982               | Église du prieuré Sainte-Agnès de La Motte-de-Galaure                    |
| Église Saint-Roch de La Roche-de-Glun                                      | La Roche-de-Glun             |         | 45° 00′ 50″ nord, 4° 50′ 41″ est |                |                                                                                     |                    | Église Saint-Roch de La Roche-de-Glun                                    |
| Église Saint-Jacques-et-Saint-Christophe de La Roche-sur-Grane             | La Roche-sur-Grane           |         | 44° 40′ 57″ nord, 4° 56′ 25″ est |                |                                                                                     |                    | Église Saint-Jacques-et-Saint-Christophe de La Roche-sur-Grane           |
| Église Saint-Christophe de La Roche-sur-le-Buis                            | La Roche-sur-le-Buis         |         | 44° 16′ 36″ nord, 5° 18′ 47″ est |                |                                                                                     |                    | Église Saint-Christophe de La Roche-sur-le-Buis                          |
| Église Sainte-Anne de La Rochette-du-Buis                                  | La Rochette-du-Buis          |         | 44° 16′ 09″ nord, 5° 25′ 14″ est |                |                                                                                     |                    | Image manquante Téléverser                                               |
| Église Saint-Loup des Lombards                                             | La Répara-Auriples           |         | 44° 39′ 18″ nord, 5° 00′ 02″ est |                |                                                                                     |                    | Image manquante Téléverser                                               |
| Église Saint-Jean-Baptiste de La Touche                                    | La Touche                    |         | 44° 30′ 54″ nord, 4° 53′ 13″ est |                |                                                                                     |                    | Église Saint-Jean-Baptiste de La Touche                                  |
| Église du Saint-Rosaire de Laborel                                         | Laborel                      |         | 44° 17′ 32″ nord, 5° 35′ 44″ est |                |                                                                                     |                    | Église du Saint-Rosaire de Laborel                                       |
| Église Notre-Dame-de-Calma                                                 | Lachau                       |         | 44° 13′ 28″ nord, 5° 38′ 34″ est | « PA00116969 » | Classé MH                                                                           | 1875               | Église Notre-Dame-de-Calma                                               |
| Église Notre-Dame-de-l'Assomption de Lachau                                | Lachau                       |         | 44° 13′ 54″ nord, 5° 38′ 11″ est |                |                                                                                     |                    | Église Notre-Dame-de-l'Assomption de Lachau                              |
| Église Saint-Henri de Lapeyrouse-Mornay                                    | Lapeyrouse-Mornay            |         | 45° 19′ 22″ nord, 4° 59′ 42″ est |                |                                                                                     |                    | Église Saint-Henri de Lapeyrouse-Mornay                                  |
| Église Saint-André de Larnage                                              | Larnage                      |         | 45° 05′ 49″ nord, 4° 51′ 46″ est |                |                                                                                     |                    | Église Saint-André de Larnage                                            |
| Église Saint-Robert de La Vacherie                                         | Le Chaffal                   |         | 44° 53′ 11″ nord, 5° 10′ 58″ est |                |                                                                                     |                    | Image manquante Téléverser                                               |
| Église Saint-Joseph du Chalon                                              | Le Chalon                    |         | 45° 09′ 20″ nord, 5° 05′ 18″ est |                |                                                                                     |                    | Église Saint-Joseph du Chalon                                            |
| Église du Grand-Serre                                                      | Le Grand-Serre               |         | 45° 16′ 11″ nord, 5° 06′ 13″ est | « PA00116955 » | Inscrit MH Porte et son bas-relief                                                  | 1926               | Église du Grand-Serre                                                    |
| Église Saint-Julien de Saint-Julien (Drôme)                                | Le Grand-Serre               |         | 45° 13′ 38″ nord, 5° 05′ 44″ est |                |                                                                                     |                    | Image manquante Téléverser                                               |
| Ancienne église Sainte-Foy du Poët-Célard                                  | Le Poët-Célard               |         | 44° 36′ 07″ nord, 5° 06′ 12″ est |                |                                                                                     |                    | Ancienne église Sainte-Foy du Poët-Célard                                |
| Église Sainte-Foy du Poët-Célard                                           | Le Poët-Célard               |         | 44° 36′ 06″ nord, 5° 06′ 10″ est |                |                                                                                     |                    | Image manquante Téléverser                                               |
| Église du couvent-orphelinat du Poët-Laval                                 | Le Poët-Laval                |         | 44° 32′ 03″ nord, 5° 00′ 49″ est |                |                                                                                     |                    | Image manquante Téléverser                                               |
| Église Saint-Martin du Poët-Sigillat                                       | Le Poët-Sigillat             |         | 44° 22′ 08″ nord, 5° 18′ 58″ est |                |                                                                                     |                    | Église Saint-Martin du Poët-Sigillat                                     |
| Église Saint-Simon du Poët-en-Percip                                       | Le Poët-en-Percip            |         | 44° 15′ 16″ nord, 5° 23′ 33″ est |                |                                                                                     |                    | Église Saint-Simon du Poët-en-Percip                                     |
| Église Saint-Marcel-et-Saint-Menne du Pègue                                | Le Pègue                     |         | 44° 25′ 45″ nord, 5° 03′ 02″ est | « IA26000093 » |                                                                                     |                    | Église Saint-Marcel-et-Saint-Menne du Pègue                              |
| Église Saint-Pierre de Lemps                                               | Lemps                        |         | 44° 21′ 06″ nord, 5° 25′ 07″ est | « PA26000027 » | Inscrit MH                                                                          | 2011               | Église Saint-Pierre de Lemps                                             |
| Église Saint-Jean-Baptiste de Lens-Lestang                                 | Lens-Lestang                 |         | 45° 17′ 31″ nord, 5° 02′ 26″ est |                |                                                                                     |                    | Église Saint-Jean-Baptiste de Lens-Lestang                               |
| Église Saint-Joseph des Granges-Gontardes                                  | Les Granges-Gontardes        |         | 44° 24′ 58″ nord, 4° 45′ 44″ est |                |                                                                                     |                    | Église Saint-Joseph des Granges-Gontardes                                |
| Église Saint-Marcellin des Pilles                                          | Les Pilles                   |         | 44° 22′ 46″ nord, 5° 11′ 29″ est |                |                                                                                     |                    | Église Saint-Marcellin des Pilles                                        |
| Ancienne église Saint-Marc des Tonils                                      | Les Tonils                   |         | 44° 34′ 56″ nord, 5° 11′ 59″ est |                |                                                                                     |                    | Image manquante Téléverser                                               |
| Église Saint-Antoine-de-Padoue du Logis Neuf                               | Les Tourrettes               |         | 44° 39′ 42″ nord, 4° 47′ 26″ est |                |                                                                                     |                    | Église Saint-Antoine-de-Padoue du Logis Neuf                             |
| Église Saint-Martin de Lesches-en-Diois                                    | Lesches-en-Diois             |         | 44° 35′ 49″ nord, 5° 31′ 43″ est |                |                                                                                     |                    | Image manquante Téléverser                                               |
| Église du Sacré-Cœur de Livron-sur-Drôme                                   | Livron-sur-Drôme             |         | 44° 46′ 26″ nord, 4° 50′ 35″ est |                |                                                                                     |                    | Église du Sacré-Cœur de Livron-sur-Drôme                                 |
| Église Notre-Dame-de-l'Assomption des Petits Robins                        | Livron-sur-Drôme             |         | 44° 48′ 06″ nord, 4° 48′ 55″ est |                |                                                                                     |                    | Image manquante Téléverser                                               |
| Collégiale Saint-Prix de Livron-sur-Drôme                                  | Livron-sur-Drôme             |         | 44° 46′ 10″ nord, 4° 50′ 43″ est |                |                                                                                     |                    | Collégiale Saint-Prix de Livron-sur-Drôme                                |
| Église Saint-Joseph de Loriol-sur-Drôme                                    | Loriol-sur-Drôme             |         | 44° 45′ 07″ nord, 4° 49′ 22″ est |                |                                                                                     |                    | Église Saint-Joseph de Loriol-sur-Drôme                                  |
| Église de la Sainte-Vierge de Luc-en-Diois                                 | Luc-en-Diois                 |         | 44° 36′ 56″ nord, 5° 27′ 05″ est |                |                                                                                     |                    | Église de la Sainte-Vierge de Luc-en-Diois                               |
| Église Saint-Étienne de Lus-la-Croix-Haute                                 | Lus-la-Croix-Haute           |         | 44° 39′ 56″ nord, 5° 42′ 18″ est |                |                                                                                     |                    | Image manquante Téléverser                                               |
| Église Saint-Jean-Baptiste des Lucettes                                    | Lus-la-Croix-Haute           |         | 44° 41′ 31″ nord, 5° 40′ 58″ est |                |                                                                                     |                    | Image manquante Téléverser                                               |
| Église de l'abbaye de Léoncel                                              | Léoncel                      |         | 44° 54′ 40″ nord, 5° 11′ 37″ est | « PA00116972 » | Classé MH                                                                           | 1840               | Église de l'abbaye de Léoncel                                            |
| Église Sainte-Madeleine de Malataverne                                     | Malataverne                  |         | 44° 29′ 18″ nord, 4° 45′ 06″ est |                |                                                                                     |                    | Église Sainte-Madeleine de Malataverne                                   |
| Église Saint-Jean-Baptiste de Rac                                          | Malataverne                  |         | 44° 29′ 01″ nord, 4° 43′ 41″ est |                |                                                                                     |                    | Église Saint-Jean-Baptiste de Rac                                        |
| Église Saint-Maurice de Malissard                                          | Malissard                    |         | 44° 54′ 02″ nord, 4° 57′ 19″ est |                |                                                                                     |                    | Église Saint-Maurice de Malissard                                        |
| Église Sainte-Madeleine de Manas                                           | Manas                        |         | 44° 35′ 56″ nord, 4° 59′ 03″ est |                |                                                                                     |                    | Église Sainte-Madeleine de Manas                                         |
| Église Saint-Pierre-et-Saint-Paul de Manthes                               | Manthes                      |         | 45° 18′ 06″ nord, 5° 00′ 26″ est | « PA00116974 » | Classé MH Clocher et ensemble du chevet                                             | 1932               | Église Saint-Pierre-et-Saint-Paul de Manthes                             |
| Église Saint-Barthélemy de Marches                                         | Marches                      |         | 44° 58′ 34″ nord, 5° 06′ 33″ est |                |                                                                                     |                    | Église Saint-Barthélemy de Marches                                       |
| Église Saint-Didier de Margès                                              | Margès                       |         | 45° 08′ 52″ nord, 5° 02′ 11″ est |                |                                                                                     |                    | Église Saint-Didier de Margès                                            |
| Église Notre-Dame-de-Consolation de Marignac-en-Diois                      | Marignac-en-Diois            |         | 44° 48′ 10″ nord, 5° 19′ 59″ est |                |                                                                                     |                    | Église Notre-Dame-de-Consolation de Marignac-en-Diois                    |
| Église Saint-Félix de Marsanne                                             | Marsanne                     |         | 44° 38′ 49″ nord, 4° 52′ 25″ est | « PA00116976 » | Inscrit MH                                                                          | 1926               | Église Saint-Félix de Marsanne                                           |
| Église Notre-Dame-de-l'Assomption de Marsanne                              | Marsanne                     |         | 44° 38′ 34″ nord, 4° 52′ 26″ est |                |                                                                                     |                    | Église Notre-Dame-de-l'Assomption de Marsanne                            |
| Église Saint-Blaise de Marsaz                                              | Marsaz                       |         | 45° 07′ 01″ nord, 4° 56′ 40″ est |                |                                                                                     |                    | Église Saint-Blaise de Marsaz                                            |
| Église Saint-Martin de Menglon                                             | Menglon                      |         | 44° 39′ 52″ nord, 5° 27′ 47″ est |                |                                                                                     |                    | Image manquante Téléverser                                               |
| Église Sainte-Anne de Mercurol                                             | Mercurol-Veaunes             |         | 45° 04′ 39″ nord, 4° 53′ 32″ est |                |                                                                                     |                    | Église Sainte-Anne de Mercurol                                           |
| Église Saint-Étienne de Veaunes                                            | Mercurol-Veaunes             |         | 45° 05′ 04″ nord, 4° 55′ 09″ est |                |                                                                                     |                    | Église Saint-Étienne de Veaunes                                          |
| Église Saint-Julien de Mirabel-aux-Baronnies                               | Mirabel-aux-Baronnies        |         | 44° 18′ 44″ nord, 5° 05′ 55″ est |                |                                                                                     |                    | Église Saint-Julien de Mirabel-aux-Baronnies                             |
| Église Saint-Joseph de Mirabel-et-Blacons                                  | Mirabel-et-Blacons           |         | 44° 42′ 42″ nord, 5° 05′ 29″ est |                |                                                                                     |                    | Image manquante Téléverser                                               |
| Église Saint-Sévère de Miribel                                             | Miribel                      |         | 45° 11′ 57″ nord, 5° 06′ 41″ est | « PA00116978 » | Inscrit MH                                                                          | 1926               | Église Saint-Sévère de Miribel                                           |
| Église Sainte-Foy de Mirmande                                              | Mirmande                     |         | 44° 41′ 52″ nord, 4° 50′ 13″ est | « PA00116979 » | Inscrit MH                                                                          | 1948               | Église Sainte-Foy de Mirmande                                            |
| Église Saint-Pierre de Mirmande                                            | Mirmande                     |         | 44° 41′ 51″ nord, 4° 50′ 13″ est |                |                                                                                     |                    | Église Saint-Pierre de Mirmande                                          |
| Église Saint-Laurent de Miscon                                             | Miscon                       |         | 44° 37′ 38″ nord, 5° 31′ 23″ est |                |                                                                                     |                    | Église Saint-Laurent de Miscon                                           |
| Église Saint-Marcel de Mollans-sur-Ouvèze                                  | Mollans-sur-Ouvèze           |         | 44° 14′ 14″ nord, 5° 11′ 30″ est | « PA00116981 » | Inscrit MH                                                                          | 1978               | Église Saint-Marcel de Mollans-sur-Ouvèze                                |
| Église Saint-Pierre de Bons-Bagnols                                        | Montauban-sur-l'Ouvèze       |         | 44° 16′ 27″ nord, 5° 30′ 05″ est |                |                                                                                     |                    | Image manquante Téléverser                                               |
| Église de Ruissas                                                          | Montauban-sur-l'Ouvèze       |         | 44° 17′ 16″ nord, 5° 31′ 29″ est |                |                                                                                     |                    | Image manquante Téléverser                                               |
| Église Saint-Jacques de Montaulieu                                         | Montaulieu                   |         | 44° 21′ 29″ nord, 5° 13′ 28″ est |                |                                                                                     |                    | Église Saint-Jacques de Montaulieu                                       |
| Église Saint-Martin de Montboucher-sur-Jabron                              | Montboucher-sur-Jabron       |         | 44° 33′ 20″ nord, 4° 48′ 34″ est |                |                                                                                     |                    | Église Saint-Martin de Montboucher-sur-Jabron                            |
| Église Saint-Blaise de Montbrison-sur-Lez                                  | Montbrison-sur-Lez           |         | 44° 26′ 25″ nord, 5° 01′ 31″ est | « IA26000089 » |                                                                                     |                    | Église Saint-Blaise de Montbrison-sur-Lez                                |
| Église Notre-Dame de Montbrun-les-Bains                                    | Montbrun-les-Bains           |         | 44° 10′ 32″ nord, 5° 26′ 18″ est |                |                                                                                     |                    | Église Notre-Dame de Montbrun-les-Bains                                  |
| Église Saint-Michel de Montchenu                                           | Montchenu                    |         | 45° 11′ 45″ nord, 5° 01′ 55″ est |                |                                                                                     |                    | Église Saint-Michel de Montchenu                                         |
| Église Saint-Marcel de Montclar-sur-Gervanne                               | Montclar-sur-Gervanne        |         | 44° 44′ 51″ nord, 5° 08′ 38″ est | « PA00116987 » | Inscrit MH                                                                          | 1926               | Église Saint-Marcel de Montclar-sur-Gervanne                             |
| Église Saint-Jacques-et-Saint-Philippe de Vaugelas                         | Montclar-sur-Gervanne        |         | 44° 45′ 40″ nord, 5° 09′ 05″ est |                |                                                                                     |                    | Image manquante Téléverser                                               |
| Église Notre-Dame-de-Pitié de Montferrand-la-Fare                          | Montferrand-la-Fare          |         | 44° 21′ 35″ nord, 5° 27′ 01″ est |                |                                                                                     |                    | Image manquante Téléverser                                               |
| Église Saint-Clair de Montfroc                                             | Montfroc                     |         | 44° 10′ 28″ nord, 5° 38′ 20″ est |                |                                                                                     |                    | Église Saint-Clair de Montfroc                                           |
| Église des Asnières                                                        | Montfroc                     |         | 44° 10′ 50″ nord, 5° 38′ 01″ est |                |                                                                                     |                    | Image manquante Téléverser                                               |
| Église Saint-Arnoux de Montguers                                           | Montguers                    |         | 44° 17′ 15″ nord, 5° 27′ 26″ est |                |                                                                                     |                    | Image manquante Téléverser                                               |
| Église Saint-Étienne de Montjoux                                           | Montjoux                     |         | 44° 30′ 00″ nord, 5° 05′ 52″ est |                |                                                                                     |                    | Église Saint-Étienne de Montjoux                                         |
| Église abbatiale Notre-Dame-d'Aiguebelle de Montjoyer                      | Montjoyer                    |         | 44° 28′ 35″ nord, 4° 51′ 08″ est |                |                                                                                     |                    | Église abbatiale Notre-Dame-d'Aiguebelle de Montjoyer                    |
| Église Saint-Paulin de Montjoyer                                           | Montjoyer                    |         | 44° 28′ 35″ nord, 4° 51′ 07″ est | « IA26000168 » |                                                                                     |                    | Église Saint-Paulin de Montjoyer                                         |
| Église Sainte-Anne de Montlaur-en-Diois                                    | Montlaur-en-Diois            |         | 44° 38′ 01″ nord, 5° 25′ 41″ est |                |                                                                                     |                    | Église Sainte-Anne de Montlaur-en-Diois                                  |
| Église Saint-Blaise de Montmeyran                                          | Montmeyran                   |         | 44° 49′ 59″ nord, 4° 58′ 29″ est |                |                                                                                     |                    | Image manquante Téléverser                                               |
| Église Saint-Christophe de Montmiral                                       | Montmiral                    |         | 45° 09′ 14″ nord, 5° 08′ 53″ est | « PA00116996 » | Inscrit MH Clocher Est, abside et absidioles                                        | 1927               | Église Saint-Christophe de Montmiral                                     |
| Église Sainte-Anne de Montoison                                            | Montoison                    |         | 44° 47′ 49″ nord, 4° 56′ 29″ est |                |                                                                                     |                    | Église Sainte-Anne de Montoison                                          |
| Église Saint-Romain de Montrigaud                                          | Montrigaud                   |         | 45° 13′ 07″ nord, 5° 07′ 57″ est |                |                                                                                     |                    | Église Saint-Romain de Montrigaud                                        |
| Église de Montréal-les-Sources                                             | Montréal-les-Sources         |         | 44° 36′ 34″ nord, 5° 06′ 39″ est |                |                                                                                     |                    | Église de Montréal-les-Sources                                           |
| Église Saint-Jean-devant-la-Porte-Latine de Montségur-sur-Lauzon           | Montségur-sur-Lauzon         |         | 44° 21′ 39″ nord, 4° 51′ 38″ est |                |                                                                                     |                    | Église Saint-Jean-devant-la-Porte-Latine de Montségur-sur-Lauzon         |
| Église Saint-Blaise de Montvendre                                          | Montvendre                   |         | 44° 52′ 19″ nord, 5° 01′ 23″ est |                |                                                                                     |                    | Église Saint-Blaise de Montvendre                                        |
| Ancienne église de Montvendre                                              | Montvendre                   |         | 44° 52′ 20″ nord, 5° 01′ 24″ est |                |                                                                                     |                    | Ancienne église de Montvendre                                            |
| Église Saint-Prix de Montélier                                             | Montélier                    |         | 44° 56′ 16″ nord, 5° 01′ 45″ est |                |                                                                                     |                    | Église Saint-Prix de Montélier                                           |
| Collégiale Sainte-Croix de Montélimar                                      | Montélimar                   |         | 44° 33′ 30″ nord, 4° 45′ 01″ est | « PA26000021 » | Inscrit MH                                                                          | 2008               | Collégiale Sainte-Croix de Montélimar                                    |
| Église Saint-James de Montélimar                                           | Montélimar                   |         | 44° 33′ 00″ nord, 4° 44′ 52″ est |                |                                                                                     |                    | Image manquante Téléverser                                               |
| Église Saint-Joseph de Montélimar                                          | Montélimar                   |         | 44° 33′ 30″ nord, 4° 44′ 01″ est |                |                                                                                     |                    | Image manquante Téléverser                                               |
| Église Saint-Martin de Montéléger                                          | Montéléger                   |         | 44° 51′ 14″ nord, 4° 55′ 59″ est |                |                                                                                     |                    | Église Saint-Martin de Montéléger                                        |
| Église Notre-Dame-de-l'Assomption de Moras-en-Valloire                     | Moras-en-Valloire            |         | 45° 17′ 22″ nord, 4° 59′ 37″ est |                |                                                                                     |                    | Église Notre-Dame-de-l'Assomption de Moras-en-Valloire                   |
| Église Notre-Dame de Mours                                                 | Mours-Saint-Eusèbe           |         | 45° 04′ 14″ nord, 5° 03′ 05″ est | « PA00117002 » | Classé MH Porche ; Inscrit MH Mur sud de la nef avec sa porte                       | 1921 ; 1978        | Église Notre-Dame de Mours                                               |
| Église Saint-Jean de Mureils                                               | Mureils                      |         | 45° 12′ 35″ nord, 4° 55′ 51″ est |                |                                                                                     |                    | Image manquante Téléverser                                               |
| Église Notre-Dame de Porporières de Mérindol-les-Oliviers                  | Mérindol-les-Oliviers        |         | 44° 16′ 20″ nord, 5° 09′ 26″ est | « PA26000008 » | Inscrit MH                                                                          | 2000               | Église Notre-Dame de Porporières de Mérindol-les-Oliviers                |
| Église du vieux village de Mérindol-les-Oliviers                           | Mérindol-les-Oliviers        |         | 44° 16′ 39″ nord, 5° 10′ 17″ est |                |                                                                                     |                    | Église du vieux village de Mérindol-les-Oliviers                         |
| Église Saint-Arey de Gresse                                                | Mévouillon                   |         | 44° 14′ 34″ nord, 5° 27′ 48″ est |                |                                                                                     |                    | Image manquante Téléverser                                               |
| Église Saint-Vincent de Nyons                                              | Nyons                        |         | 44° 21′ 39″ nord, 5° 08′ 30″ est |                |                                                                                     |                    | Église Saint-Vincent de Nyons                                            |
| Ancienne église du couvent des Récollets de Nyons                          | Nyons                        |         | à géolocaliser                   |                |                                                                                     |                    | Image manquante Téléverser                                               |
| Église Saint-Jean-Baptiste des Boutons                                     | Omblèze                      |         | 44° 52′ 10″ nord, 5° 13′ 18″ est |                |                                                                                     |                    | Image manquante Téléverser                                               |
| Église priorale Sainte-Marie-Madeleine d'Ansage                            | Omblèze                      |         | 44° 49′ 46″ nord, 5° 11′ 53″ est |                |                                                                                     |                    | Image manquante Téléverser                                               |
| Église Sainte-Marie-Madeleine d'Ansage                                     | Omblèze                      |         | 44° 49′ 49″ nord, 5° 11′ 44″ est |                |                                                                                     |                    | Image manquante Téléverser                                               |
| Église Sainte-Marie d'Oriol-en-Royans                                      | Oriol-en-Royans              |         | 44° 59′ 54″ nord, 5° 16′ 27″ est |                |                                                                                     |                    | Église Sainte-Marie d'Oriol-en-Royans                                    |
| Église Saint-Didier d'Ourches                                              | Ourches                      |         | 44° 48′ 16″ nord, 5° 02′ 30″ est |                |                                                                                     |                    | Image manquante Téléverser                                               |
| Église Saint-Évode de Parnans                                              | Parnans                      |         | 45° 06′ 37″ nord, 5° 08′ 44″ est |                |                                                                                     |                    | Église Saint-Évode de Parnans                                            |
| Église de Pelonne                                                          | Pelonne                      |         | 44° 22′ 59″ nord, 5° 23′ 34″ est |                |                                                                                     |                    | Image manquante Téléverser                                               |
| Église Sainte-Marie-Madeleine de Pennes-le-Sec                             | Pennes-le-Sec                |         | 44° 38′ 15″ nord, 5° 19′ 05″ est |                |                                                                                     |                    | Image manquante Téléverser                                               |
| Église Saint-Martin de Peyrins                                             | Peyrins                      |         | 45° 05′ 34″ nord, 5° 02′ 48″ est |                |                                                                                     |                    | Église Saint-Martin de Peyrins                                           |
| Église du Vœu-de-Louis XIII de Peyrus                                      | Peyrus                       |         | 44° 54′ 47″ nord, 5° 06′ 18″ est |                |                                                                                     |                    | Image manquante Téléverser                                               |
| Église Saint-Jean-Baptiste de Pierrelatte                                  | Pierrelatte                  |         | 44° 22′ 38″ nord, 4° 41′ 55″ est |                |                                                                                     |                    | Église Saint-Jean-Baptiste de Pierrelatte                                |
| Église Notre-Dame-de-l'Assomption des Blaches                              | Pierrelatte                  |         | 44° 20′ 25″ nord, 4° 41′ 21″ est |                |                                                                                     |                    | Église Notre-Dame-de-l'Assomption des Blaches                            |
| Église Saint-Brice de Pierrelongue                                         | Pierrelongue                 |         | 44° 14′ 44″ nord, 5° 13′ 02″ est |                |                                                                                     |                    | Église Saint-Brice de Pierrelongue                                       |
| Église Notre-Dame de Piégros-la-Clastre                                    | Piégros-la-Clastre           |         | 44° 41′ 58″ nord, 5° 05′ 53″ est | « PA00117009 » | Inscrit MH                                                                          | 1988               | Église Notre-Dame de Piégros-la-Clastre                                  |
| Église Saint-André de Piégros-la-Clastre                                   | Piégros-la-Clastre           |         | 44° 41′ 58″ nord, 5° 05′ 52″ est |                |                                                                                     |                    | Image manquante Téléverser                                               |
| Église Saint-Blaise de Plaisians                                           | Plaisians                    |         | 44° 13′ 46″ nord, 5° 19′ 03″ est |                |                                                                                     |                    | Église Saint-Blaise de Plaisians                                         |
| Église Notre-Dame de Plan-de-Baix                                          | Plan-de-Baix                 |         | 44° 48′ 34″ nord, 5° 10′ 02″ est |                |                                                                                     |                    | Église Notre-Dame de Plan-de-Baix                                        |
| Église Saint-Pierre de Pommerol                                            | Pommerol                     |         | 44° 26′ 48″ nord, 5° 27′ 09″ est |                |                                                                                     |                    | Image manquante Téléverser                                               |
| Église Sainte-Catherine de Ponet-et-Saint-Auban                            | Ponet-et-Saint-Auban         |         | 44° 47′ 15″ nord, 5° 18′ 59″ est |                |                                                                                     |                    | Église Sainte-Catherine de Ponet-et-Saint-Auban                          |
| Église Saint-Pierre de Ponsas                                              | Ponsas                       |         | 45° 09′ 36″ nord, 4° 50′ 11″ est |                |                                                                                     |                    | Église Saint-Pierre de Ponsas                                            |
| Église Notre-Dame-la-Brune de Pont-de-Barret                               | Pont-de-Barret               |         | 44° 36′ 09″ nord, 5° 00′ 45″ est | « PA00117015 » | Classé MH                                                                           | 1908               | Église Notre-Dame-la-Brune de Pont-de-Barret                             |
| Église Notre-Dame-de-l'Assomption de Pont-de-l'Isère                       | Pont-de-l'Isère              |         | 45° 00′ 16″ nord, 4° 52′ 18″ est |                |                                                                                     |                    | Église Notre-Dame-de-l'Assomption de Pont-de-l'Isère                     |
| Église Saint-Martin de Pontaix                                             | Pontaix                      |         | 44° 45′ 03″ nord, 5° 15′ 55″ est |                |                                                                                     |                    | Église Saint-Martin de Pontaix                                           |
| Église Saint-Pierre-de-Lançon de Portes-en-Valdaine                        | Portes-en-Valdaine           |         | 44° 31′ 36″ nord, 4° 54′ 38″ est |                |                                                                                     |                    | Église Saint-Pierre-de-Lançon de Portes-en-Valdaine                      |
| Église Sainte-Philomène de Portes-lès-Valence                              | Portes-lès-Valence           |         | 44° 52′ 30″ nord, 4° 52′ 41″ est |                |                                                                                     |                    | Image manquante Téléverser                                               |
| Église Saint-Pierre-ès-Liens de Pradelle                                   | Pradelle                     |         | 44° 36′ 29″ nord, 5° 17′ 29″ est |                |                                                                                     |                    | Église Saint-Pierre-ès-Liens de Pradelle                                 |
| Église Saint-Marcel de Propiac                                             | Propiac                      |         | 44° 16′ 43″ nord, 5° 11′ 54″ est |                |                                                                                     |                    | Église Saint-Marcel de Propiac                                           |
| Église de l'Assomption-de-la-Vierge de Puy-Saint-Martin                    | Puy-Saint-Martin             |         | 44° 37′ 39″ nord, 4° 58′ 24″ est |                |                                                                                     |                    | Église de l'Assomption-de-la-Vierge de Puy-Saint-Martin                  |
| Église Saint-Bonnet de Puygiron                                            | Puygiron                     |         | 44° 32′ 33″ nord, 4° 50′ 52″ est |                |                                                                                     |                    | Église Saint-Bonnet de Puygiron                                          |
| Église Notre-Dame-de-l'Assomption de Ratières                              | Ratières                     |         | 45° 10′ 55″ nord, 4° 58′ 03″ est |                |                                                                                     |                    | Église Notre-Dame-de-l'Assomption de Ratières                            |
| Église Saint-Jean-Baptiste de Recoubeau                                    | Recoubeau-Jansac             |         | 44° 39′ 14″ nord, 5° 24′ 53″ est |                |                                                                                     |                    | Image manquante Téléverser                                               |
| Église de Jansac                                                           | Recoubeau-Jansac             |         | 44° 38′ 53″ nord, 5° 23′ 32″ est |                |                                                                                     |                    | Image manquante Téléverser                                               |
| Ancienne église Saint-Jean-Baptiste de Recoubeau                           | Recoubeau-Jansac             |         | 44° 39′ 08″ nord, 5° 24′ 52″ est |                |                                                                                     |                    | Image manquante Téléverser                                               |
| Église Saint-Michel-et-Saint-Hippolyte de Reilhanette                      | Reilhanette                  |         | 44° 10′ 05″ nord, 5° 25′ 13″ est |                |                                                                                     |                    | Église Saint-Michel-et-Saint-Hippolyte de Reilhanette                    |
| Église Saint-Marcel de Rimon                                               | Rimon-et-Savel               |         | 44° 39′ 47″ nord, 5° 18′ 34″ est |                |                                                                                     |                    | Image manquante Téléverser                                               |
| Église Saint-Clément de Savel                                              | Rimon-et-Savel               |         | 44° 39′ 01″ nord, 5° 17′ 41″ est |                |                                                                                     |                    | Église Saint-Clément de Savel                                            |
| Église Saint-Secret de Roche-Saint-Secret-Béconne                          | Roche-Saint-Secret-Béconne   |         | 44° 28′ 38″ nord, 5° 01′ 44″ est |                |                                                                                     |                    | Église Saint-Secret de Roche-Saint-Secret-Béconne                        |
| Église Notre-Dame-de-Sénisse de Rochebaudin                                | Rochebaudin                  |         | 44° 34′ 48″ nord, 5° 01′ 56″ est | « PA00117021 » | Inscrit MH                                                                          | 1926               | Église Notre-Dame-de-Sénisse de Rochebaudin                              |
| Église Notre-Dame de Rochebaudin                                           | Rochebaudin                  |         | 44° 34′ 49″ nord, 5° 01′ 56″ est |                |                                                                                     |                    | Église Notre-Dame de Rochebaudin                                         |
| Église paroissiale Notre-Dame de Rochebaudin                               | Rochebaudin                  |         | 44° 34′ 49″ nord, 5° 02′ 01″ est |                |                                                                                     |                    | Église paroissiale Notre-Dame de Rochebaudin                             |
| Église Saint-Michel de Rochebrune                                          | Rochebrune                   |         | 44° 20′ 18″ nord, 5° 14′ 47″ est |                |                                                                                     |                    | Église Saint-Michel de Rochebrune                                        |
| Église Saint-Georges de Rochechinard                                       | Rochechinard                 |         | 45° 01′ 53″ nord, 5° 14′ 48″ est |                |                                                                                     |                    | Église Saint-Georges de Rochechinard                                     |
| Église Saint-Blaise de Rochefort-Samson                                    | Rochefort-Samson             |         | 44° 58′ 20″ nord, 5° 09′ 05″ est |                |                                                                                     |                    | Image manquante Téléverser                                               |
| Église Saint-Mamans de Saint-Mamans                                        | Rochefort-Samson             |         | 45° 00′ 08″ nord, 5° 08′ 33″ est |                |                                                                                     |                    | Image manquante Téléverser                                               |
| Église Saint-Pierre de Rochefourchat                                       | Rochefourchat                |         | 44° 35′ 53″ nord, 5° 14′ 50″ est |                |                                                                                     |                    | Église Saint-Pierre de Rochefourchat                                     |
| Église Sainte-Anne de Rochegude                                            | Rochegude                    |         | 44° 14′ 50″ nord, 4° 49′ 43″ est |                |                                                                                     |                    | Église Sainte-Anne de Rochegude                                          |
| Collégiale Saint-Barnard de Romans-sur-Isère                               | Romans-sur-Isère             |         | 45° 02′ 33″ nord, 5° 02′ 57″ est | « PA00117029 » | Classé MH                                                                           | 1840               | Collégiale Saint-Barnard de Romans-sur-Isère                             |
| Église Notre-Dame-de-Lourdes de Romans                                     | Romans-sur-Isère             |         | 45° 02′ 47″ nord, 5° 03′ 14″ est | ACR0000019     |                                                                                     |                    | Église Notre-Dame-de-Lourdes de Romans                                   |
| Église Saint-Curé-d'Ars de la Monnaie                                      | Romans-sur-Isère             |         | 45° 02′ 47″ nord, 5° 04′ 34″ est |                |                                                                                     |                    | Image manquante Téléverser                                               |
| Église Sainte-Croix de Romans-sur-Isère                                    | Romans-sur-Isère             |         | 45° 02′ 39″ nord, 5° 02′ 07″ est |                |                                                                                     |                    | Église Sainte-Croix de Romans-sur-Isère                                  |
| Église Saint-Jean-Bosco de Romans-sur-Isère                                | Romans-sur-Isère             |         | 45° 03′ 00″ nord, 5° 02′ 42″ est |                |                                                                                     |                    | Image manquante Téléverser                                               |
| Ancienne Église Saint-Jean-Bosco de Romans-sur-Isère                       | Romans-sur-Isère             |         | 45° 02′ 59″ nord, 5° 02′ 42″ est |                |                                                                                     |                    | Image manquante Téléverser                                               |
| Église Saint-Nicolas de Romans-sur-Isère                                   | Romans-sur-Isère             |         | à géolocaliser                   |                |                                                                                     |                    | Église Saint-Nicolas de Romans-sur-Isère                                 |
| Église Notre-Dame-de-l'Assomption de Romeyer                               | Romeyer                      |         | 44° 46′ 46″ nord, 5° 24′ 31″ est |                |                                                                                     |                    | Image manquante Téléverser                                               |
| Église Sainte-Marie-Madeleine de Rottier                                   | Rottier                      |         | 44° 28′ 29″ nord, 5° 25′ 08″ est |                |                                                                                     |                    | Image manquante Téléverser                                               |
| Église Saint-Germain de Roussas                                            | Roussas                      |         | 44° 25′ 53″ nord, 4° 48′ 10″ est | « IA26000096 » |                                                                                     |                    | Église Saint-Germain de Roussas                                          |
| Église Saint-Mayeul de Rousset-les-Vignes                                  | Rousset-les-Vignes           |         | 44° 25′ 09″ nord, 5° 03′ 42″ est | « PA00117043 » | Inscrit MH Façade                                                                   | 1926               | Église Saint-Mayeul de Rousset-les-Vignes                                |
| Église Sainte-Anne de Bardin                                               | Roussieux                    |         | 44° 19′ 58″ nord, 5° 28′ 26″ est |                |                                                                                     |                    | Église Sainte-Anne de Bardin                                             |
| Église Saint-Lambert de Roynac                                             | Roynac                       |         | 44° 38′ 36″ nord, 4° 56′ 24″ est |                |                                                                                     |                    | Église Saint-Lambert de Roynac                                           |
| Église Sainte-Madeleine de Réauville                                       | Réauville                    |         | 44° 26′ 38″ nord, 4° 50′ 40″ est | « IA26000181 » |                                                                                     |                    | Église Sainte-Madeleine de Réauville                                     |
| Église Saint-Roch de Rémuzat                                               | Rémuzat                      |         | 44° 24′ 48″ nord, 5° 21′ 23″ est |                |                                                                                     |                    | Image manquante Téléverser                                               |
| Église Saint-Michel de Sahune                                              | Sahune                       |         | 44° 24′ 45″ nord, 5° 16′ 03″ est |                |                                                                                     |                    | Église Saint-Michel de Sahune                                            |
| Église Saint-Nicolas-et-Saint-Georges de Sahune                            | Sahune                       |         | 44° 24′ 33″ nord, 5° 16′ 13″ est |                |                                                                                     |                    | Image manquante Téléverser                                               |
| Église Saint-Géraud de Saillans                                            | Saillans                     |         | 44° 41′ 48″ nord, 5° 11′ 56″ est | « PA00117045 » | Classé MH                                                                           | 1919               | Église Saint-Géraud de Saillans                                          |
| Église Notre-Dame de Rousset                                               | Saint-Agnan-en-Vercors       |         | 44° 52′ 10″ nord, 5° 24′ 57″ est |                |                                                                                     |                    | Image manquante Téléverser                                               |
| Église Saint-Agnan de Saint-Agnan-en-Vercors                               | Saint-Agnan-en-Vercors       |         | 44° 56′ 09″ nord, 5° 25′ 56″ est |                |                                                                                     |                    | Image manquante Téléverser                                               |
| Église Saint-Jacques-et-Saint-Philippe de Saint-Andéol                     | Saint-Andéol                 |         | 44° 47′ 58″ nord, 5° 15′ 35″ est |                |                                                                                     |                    | Église Saint-Jacques-et-Saint-Philippe de Saint-Andéol                   |
| Église Saint-Antoine de Saint-Auban-sur-l'Ouvèze                           | Saint-Auban-sur-l'Ouvèze     |         | 44° 17′ 18″ nord, 5° 24′ 56″ est |                |                                                                                     |                    | Église Saint-Antoine de Saint-Auban-sur-l'Ouvèze                         |
| Église Saint-Avit de Saint-Avit (Drôme)                                    | Saint-Avit                   |         | 45° 11′ 49″ nord, 4° 58′ 08″ est |                |                                                                                     |                    | Église Saint-Avit de Saint-Avit (Drôme)                                  |
| Église Saint-Bardoux de Saint-Bardoux                                      | Saint-Bardoux                |         | 45° 05′ 07″ nord, 4° 58′ 20″ est |                |                                                                                     |                    | Église Saint-Bardoux de Saint-Bardoux                                    |
| Église Saint-Barthélemy de Saint-Barthélemy-de-Vals                        | Saint-Barthélemy-de-Vals     |         | 45° 10′ 13″ nord, 4° 52′ 24″ est |                |                                                                                     |                    | Église Saint-Barthélemy de Saint-Barthélemy-de-Vals                      |
| Ancienne église de Saint-Barthélemy-de-Vals                                | Saint-Barthélemy-de-Vals     |         | à géolocaliser                   |                |                                                                                     |                    | Image manquante Téléverser                                               |
| Église Saint-Benoît de Saint-Benoit-en-Diois                               | Saint-Benoit-en-Diois        |         | 44° 39′ 46″ nord, 5° 16′ 23″ est | « PA00117046 » | Inscrit MH                                                                          | 1926               | Église Saint-Benoît de Saint-Benoit-en-Diois                             |
| Église Saint-Bonnet de Saint-Bonnet-de-Valclérieux                         | Saint-Bonnet-de-Valclérieux  |         | 45° 11′ 43″ nord, 5° 08′ 32″ est |                |                                                                                     |                    | Église Saint-Bonnet de Saint-Bonnet-de-Valclérieux                       |
| Église Saint-Christophe de Saint-Christophe-et-le-Laris                    | Saint-Christophe-et-le-Laris |         | 45° 12′ 36″ nord, 5° 04′ 17″ est |                |                                                                                     |                    | Église Saint-Christophe de Saint-Christophe-et-le-Laris                  |
| Église Saint-Pierre du Charaix                                             | Saint-Christophe-et-le-Laris |         | 45° 13′ 02″ nord, 5° 02′ 50″ est |                |                                                                                     |                    | Image manquante Téléverser                                               |
| Église Saint-Dizier de Saint-Dizier-en-Diois                               | Saint-Dizier-en-Diois        |         | 44° 30′ 50″ nord, 5° 28′ 36″ est |                |                                                                                     |                    | Image manquante Téléverser                                               |
| Collégiale Saint-Pierre-et-Saint-Paul et Palais Delphinal de Saint-Donat   | Saint-Donat-sur-l'Herbasse   |         | 45° 07′ 26″ nord, 4° 58′ 57″ est | « PA00117048 » | Classé MH ; Inscrit MH ; Inscrit MH Clocher                                         | 1906 ; 1926 ; 1956 | Collégiale Saint-Pierre-et-Saint-Paul et Palais Delphinal de Saint-Donat |
| Église Saint-Ferréol de Saint-Ferréol-Trente-Pas                           | Saint-Ferréol-Trente-Pas     |         | 44° 25′ 40″ nord, 5° 13′ 04″ est |                |                                                                                     |                    | Image manquante Téléverser                                               |
| Église Saint-Gervais de Saint-Gervais-sur-Roubion                          | Saint-Gervais-sur-Roubion    |         | 44° 35′ 02″ nord, 4° 53′ 29″ est |                |                                                                                     |                    | Église Saint-Gervais de Saint-Gervais-sur-Roubion                        |
| Église Saint-Jean-Baptiste de Saint-Jean-en-Royans                         | Saint-Jean-en-Royans         |         | 45° 01′ 06″ nord, 5° 17′ 38″ est | « PA00117052 » | Inscrit MH Clocher                                                                  | 1926               | Église Saint-Jean-Baptiste de Saint-Jean-en-Royans                       |
| Église Saint-Julien de Saint-Julien-en-Quint                               | Saint-Julien-en-Quint        |         | 44° 50′ 13″ nord, 5° 17′ 31″ est |                |                                                                                     |                    | Église Saint-Julien de Saint-Julien-en-Quint                             |
| Église Saint-Julien de Saint-Julien-en-Vercors                             | Saint-Julien-en-Vercors      |         | 45° 03′ 00″ nord, 5° 26′ 55″ est |                |                                                                                     |                    | Église Saint-Julien de Saint-Julien-en-Vercors                           |
| Église Saint-Laurent de Saint-Laurent-d'Onay                               | Saint-Laurent-d'Onay         |         | 45° 10′ 56″ nord, 5° 06′ 03″ est |                |                                                                                     |                    | Église Saint-Laurent de Saint-Laurent-d'Onay                             |
| Église Saint-Laurent de Saint-Laurent-en-Royans                            | Saint-Laurent-en-Royans      |         | 45° 01′ 42″ nord, 5° 19′ 35″ est |                |                                                                                     |                    | Image manquante Téléverser                                               |
| Prieuré de Saint-Marcel-lès-Sauzet                                         | Saint-Marcel-lès-Sauzet      |         | 44° 35′ 45″ nord, 4° 48′ 22″ est | « PA00117053 » | Classé MH                                                                           | 1846               | Prieuré de Saint-Marcel-lès-Sauzet                                       |
| Église Saint-Marcel de Saint-Marcel-lès-Valence                            | Saint-Marcel-lès-Valence     |         | 44° 58′ 22″ nord, 4° 57′ 22″ est |                |                                                                                     |                    | Image manquante Téléverser                                               |
| Église Saint-Martin de Saint-Martin-d'Août                                 | Saint-Martin-d'Août          |         | 45° 13′ 04″ nord, 4° 59′ 06″ est |                |                                                                                     |                    | Église Saint-Martin de Saint-Martin-d'Août                               |
| Église Saint-Martin de Saint-Martin-en-Vercors                             | Saint-Martin-en-Vercors      |         | 45° 01′ 17″ nord, 5° 26′ 36″ est |                |                                                                                     |                    | Église Saint-Martin de Saint-Martin-en-Vercors                           |
| Église Saint-Martin de Saint-Martin-le-Colonel                             | Saint-Martin-le-Colonel      |         | 44° 59′ 12″ nord, 5° 16′ 22″ est |                |                                                                                     |                    | Église Saint-Martin de Saint-Martin-le-Colonel                           |
| Église Saint-Maurice de Saint-Maurice-sur-Eygues                           | Saint-Maurice-sur-Eygues     |         | 44° 17′ 58″ nord, 5° 00′ 35″ est |                |                                                                                     |                    | Église Saint-Maurice de Saint-Maurice-sur-Eygues                         |
| Église Saint-May de Saint-May                                              | Saint-May                    |         | 44° 25′ 36″ nord, 5° 19′ 04″ est |                |                                                                                     |                    | Église Saint-May de Saint-May                                            |
| Église Saint-Michel de Saint-Michel-sur-Savasse                            | Saint-Michel-sur-Savasse     |         | 45° 08′ 40″ nord, 5° 07′ 14″ est |                |                                                                                     |                    | Église Saint-Michel de Saint-Michel-sur-Savasse                          |
| Église Saint-Nazaire de Saint-Nazaire-en-Royans                            | Saint-Nazaire-en-Royans      |         | 45° 03′ 34″ nord, 5° 14′ 53″ est |                |                                                                                     |                    | Image manquante Téléverser                                               |
| Église Saint-Nazaire-et-Saint-Celse de Saint-Nazaire-le-Désert             | Saint-Nazaire-le-Désert      |         | 44° 34′ 10″ nord, 5° 16′ 30″ est |                |                                                                                     |                    | Image manquante Téléverser                                               |
| Église Saint-Pantaléon de Saint-Pantaléon-les-Vignes                       | Saint-Pantaléon-les-Vignes   |         | 44° 23′ 56″ nord, 5° 02′ 38″ est | « IA26000184 » |                                                                                     |                    | Église Saint-Pantaléon de Saint-Pantaléon-les-Vignes                     |
| Cathédrale Notre-Dame de Saint-Paul-Trois-Châteaux                         | Saint-Paul-Trois-Châteaux    |         | 44° 20′ 58″ nord, 4° 46′ 03″ est | « PA00117054 » | Classé MH                                                                           | 1840               | Cathédrale Notre-Dame de Saint-Paul-Trois-Châteaux                       |
| Église Saint-Paul de Saint-Paul-lès-Romans                                 | Saint-Paul-lès-Romans        |         | 45° 03′ 56″ nord, 5° 07′ 46″ est |                |                                                                                     |                    | Église Saint-Paul de Saint-Paul-lès-Romans                               |
| Église Saint-Rambert de Saint-Rambert-d'Albon                              | Saint-Rambert-d'Albon        |         | 45° 17′ 26″ nord, 4° 48′ 55″ est |                |                                                                                     |                    | Église Saint-Rambert de Saint-Rambert-d'Albon                            |
| Église Saint-Restitut de Saint-Restitut                                    | Saint-Restitut               |         | 44° 19′ 55″ nord, 4° 47′ 21″ est | « PA00117059 » | Classé MH                                                                           | 1840               | Église Saint-Restitut de Saint-Restitut                                  |
| Église Saint-Roman de Saint-Roman                                          | Saint-Roman                  |         | 44° 41′ 32″ nord, 5° 25′ 57″ est |                |                                                                                     |                    | Église Saint-Roman de Saint-Roman                                        |
| Église Saint-Arnoux de la Bâtie-Verdun                                     | Saint-Sauveur-Gouvernet      |         | 44° 19′ 30″ nord, 5° 23′ 23″ est |                |                                                                                     |                    | Image manquante Téléverser                                               |
| Église Saint-Georges de Gouvernet                                          | Saint-Sauveur-Gouvernet      |         | 44° 19′ 51″ nord, 5° 22′ 54″ est |                |                                                                                     |                    | Église Saint-Georges de Gouvernet                                        |
| Église Saint-Sixte de Saint-Sauveur                                        | Saint-Sauveur-Gouvernet      |         | 44° 20′ 14″ nord, 5° 21′ 06″ est |                |                                                                                     |                    | Église Saint-Sixte de Saint-Sauveur                                      |
| Église Saint-Sauveur de Saint-Sauveur-en-Diois                             | Saint-Sauveur-en-Diois       |         | 44° 40′ 51″ nord, 5° 09′ 24″ est |                |                                                                                     |                    | Église Saint-Sauveur de Saint-Sauveur-en-Diois                           |
| Église Saint-Saturnin de Saint-Sorlin-en-Valloire                          | Saint-Sorlin-en-Valloire     |         | 45° 17′ 20″ nord, 4° 57′ 03″ est |                |                                                                                     |                    | Église Saint-Saturnin de Saint-Sorlin-en-Valloire                        |
| Église Saint-Thomas de Saint-Thomas-en-Royans                              | Saint-Thomas-en-Royans       |         | 45° 02′ 55″ nord, 5° 17′ 36″ est |                |                                                                                     |                    | Image manquante Téléverser                                               |
| Église Saint-Eustache de Saint-Uze                                         | Saint-Uze                    |         | 45° 11′ 03″ nord, 4° 51′ 45″ est |                |                                                                                     |                    | Église Saint-Eustache de Saint-Uze                                       |
| Église Saint-Valéry de Saint-Vallier                                       | Saint-Vallier                |         | 45° 10′ 44″ nord, 4° 48′ 54″ est | « PA00117063 » | Inscrit MH                                                                          | 1972               | Église Saint-Valéry de Saint-Vallier                                     |
| Église Saint-Vincent de Saint-Vincent-la-Commanderie                       | Saint-Vincent-la-Commanderie |         | 44° 56′ 18″ nord, 5° 07′ 04″ est |                |                                                                                     |                    | Église Saint-Vincent de Saint-Vincent-la-Commanderie                     |
| Église Sainte-Croix de Sainte-Croix (Drôme)                                | Sainte-Croix                 |         | 44° 46′ 06″ nord, 5° 16′ 57″ est |                |                                                                                     |                    | Image manquante Téléverser                                               |
| Église Sainte-Eulalie de Sainte-Eulalie-en-Royans                          | Sainte-Eulalie-en-Royans     |         | 45° 02′ 52″ nord, 5° 20′ 26″ est |                |                                                                                     |                    | Église Sainte-Eulalie de Sainte-Eulalie-en-Royans                        |
| Église Sainte-Euphémie de Sainte-Euphémie-sur-Ouvèze                       | Sainte-Euphémie-sur-Ouvèze   |         | 44° 17′ 59″ nord, 5° 22′ 44″ est |                |                                                                                     |                    | Église Sainte-Euphémie de Sainte-Euphémie-sur-Ouvèze                     |
| Église Notre-Dame-de-Beauvert de Sainte-Jalle                              | Sainte-Jalle                 |         | 44° 20′ 39″ nord, 5° 17′ 12″ est | « PA00117051 » | Inscrit MH                                                                          | 1926               | Église Notre-Dame-de-Beauvert de Sainte-Jalle                            |
| Église Saint-François-de-Sales de Salettes                                 | Salettes                     |         | 44° 34′ 00″ nord, 4° 57′ 58″ est |                |                                                                                     |                    | Église Saint-François-de-Sales de Salettes                               |
| Église Sainte-Anne de Salles-sous-Bois                                     | Salles-sous-Bois             |         | 44° 27′ 09″ nord, 4° 56′ 05″ est | « IA26000182 » |                                                                                     |                    | Église Sainte-Anne de Salles-sous-Bois                                   |
| Église Sainte-Marie de Saou                                                | Saou                         |         | 44° 38′ 48″ nord, 5° 03′ 45″ est | « IA26000015 » |                                                                                     |                    | Image manquante Téléverser                                               |
| Église Saint-Joseph de Saulce-sur-Rhône                                    | Saulce-sur-Rhône             |         | 44° 42′ 14″ nord, 4° 47′ 58″ est |                |                                                                                     |                    | Église Saint-Joseph de Saulce-sur-Rhône                                  |
| Église Saint-Lambert de Sauzet                                             | Sauzet                       |         | 44° 36′ 07″ nord, 4° 49′ 07″ est |                |                                                                                     |                    | Église Saint-Lambert de Sauzet                                           |
| Église Notre-Dame-la-Blanche de Savasse                                    | Savasse                      |         | 44° 36′ 20″ nord, 4° 46′ 26″ est | « PA00117067 » | Inscrit MH                                                                          | 1926               | Église Notre-Dame-la-Blanche de Savasse                                  |
| Église Notre-Dame-de-l'Assomption de Savasse                               | Savasse                      |         | 44° 36′ 07″ nord, 4° 46′ 54″ est |                |                                                                                     |                    | Image manquante Téléverser                                               |
| Église Saint-Pierre de Serves-sur-Rhône                                    | Serves-sur-Rhône             |         | 45° 08′ 24″ nord, 4° 49′ 06″ est |                |                                                                                     |                    | Église Saint-Pierre de Serves-sur-Rhône                                  |
| Église Saint-Raphaël de Solérieux                                          | Solérieux                    |         | 44° 20′ 53″ nord, 4° 49′ 58″ est | « PA00117068 » | Inscrit MH Abside                                                                   | 1926               | Église Saint-Raphaël de Solérieux                                        |
| Église Saint-Sébastien de Souspierre                                       | Souspierre                   |         | 44° 32′ 31″ nord, 4° 57′ 36″ est |                |                                                                                     |                    | Église Saint-Sébastien de Souspierre                                     |
| Église Saint-Marcel de Soyans                                              | Soyans                       |         | 44° 37′ 37″ nord, 5° 01′ 14″ est | « PA00117069 » | Inscrit MH                                                                          | 2013               | Église Saint-Marcel de Soyans                                            |
| Église paroissiale de Soyans                                               | Soyans                       |         | 44° 38′ 12″ nord, 5° 01′ 34″ est |                |                                                                                     |                    | Église paroissiale de Soyans                                             |
| Église Saint-Martin des Jaux                                               | Suze                         |         | 44° 45′ 35″ nord, 5° 06′ 47″ est |                |                                                                                     |                    | Église Saint-Martin des Jaux                                             |
| Église Saint-Martin de Suze                                                | Suze                         |         | 44° 45′ 58″ nord, 5° 06′ 28″ est |                |                                                                                     |                    | Église Saint-Martin de Suze                                              |
| Église Saint-Bach de Suze-la-Rousse                                        | Suze-la-Rousse               |         | 44° 17′ 22″ nord, 4° 50′ 24″ est | « PA00132816 » | Inscrit MH                                                                          | 1994               | Église Saint-Bach de Suze-la-Rousse                                      |
| Église Notre-Dame de Suze-la-Rousse                                        | Suze-la-Rousse               |         | 44° 17′ 23″ nord, 4° 50′ 23″ est |                |                                                                                     |                    | Église Notre-Dame de Suze-la-Rousse                                      |
| Église Sainte-Baudile de Séderon                                           | Séderon                      |         | 44° 12′ 20″ nord, 5° 32′ 13″ est |                |                                                                                     |                    | Église Sainte-Baudile de Séderon                                         |
| Église Notre-Dame de Tain-l'Hermitage                                      | Tain-l'Hermitage             |         | 45° 04′ 10″ nord, 4° 50′ 19″ est |                |                                                                                     |                    | Église Notre-Dame de Tain-l'Hermitage                                    |
| Ancienne église de Tain-l'Hermitage                                        | Tain-l'Hermitage             |         | à géolocaliser                   |                |                                                                                     |                    | Image manquante Téléverser                                               |
| Église Saint-Vincent de Taulignan                                          | Taulignan                    |         | 44° 26′ 38″ nord, 4° 58′ 49″ est | « IA26000178 » |                                                                                     |                    | Église Saint-Vincent de Taulignan                                        |
| Église Saint-Romain de Tersanne                                            | Tersanne                     |         | 44° 27′ 09″ nord, 5° 07′ 56″ est |                |                                                                                     |                    | Église Saint-Romain de Tersanne                                          |
| Église Saint-Pierre de Teyssières                                          | Teyssières                   |         | 44° 27′ 08″ nord, 5° 07′ 56″ est |                |                                                                                     |                    | Image manquante Téléverser                                               |
| Église Saint-Jean-Baptiste de Menée                                        | Treschenu-Creyers            |         | 44° 42′ 57″ nord, 5° 31′ 49″ est |                |                                                                                     |                    | Image manquante Téléverser                                               |
| Église Saint-Pierre de Bénevise                                            | Treschenu-Creyers            |         | 44° 43′ 53″ nord, 5° 32′ 27″ est |                |                                                                                     |                    | Image manquante Téléverser                                               |
| Église Saint-Martin des Nonnières                                          | Treschenu-Creyers            |         | 44° 44′ 16″ nord, 5° 33′ 16″ est |                |                                                                                     |                    | Image manquante Téléverser                                               |
| Église de Creyers de Mensac                                                | Treschenu-Creyers            |         | 44° 41′ 13″ nord, 5° 31′ 07″ est |                |                                                                                     |                    | Image manquante Téléverser                                               |
| Église Saint-Sébastien de Triors                                           | Triors                       |         | 45° 05′ 49″ nord, 5° 06′ 54″ est |                |                                                                                     |                    | Église Saint-Sébastien de Triors                                         |
| Église Saint-Jean-Baptiste de Truinas                                      | Truinas                      |         | 44° 34′ 40″ nord, 5° 04′ 51″ est |                |                                                                                     |                    | Église Saint-Jean-Baptiste de Truinas                                    |
| Église Saint-Pierre de Tulette                                             | Tulette                      |         | 44° 17′ 14″ nord, 4° 55′ 47″ est |                |                                                                                     |                    | Église Saint-Pierre de Tulette                                           |
| Église Saint-Pierre d'Upie                                                 | Upie                         |         | 44° 48′ 14″ nord, 4° 58′ 46″ est |                |                                                                                     |                    | Église Saint-Pierre d'Upie                                               |
| Église Saint-Jean-Baptiste du Pilhon                                       | Val-Maravel                  |         | 44° 35′ 27″ nord, 5° 34′ 02″ est |                |                                                                                     |                    | Image manquante Téléverser                                               |
| Église Saint-Martin de Valaurie                                            | Valaurie                     |         | 44° 25′ 17″ nord, 4° 48′ 48″ est | « PA00117083 » | Inscrit MH                                                                          | 1926               | Église Saint-Martin de Valaurie                                          |
| Cathédrale Saint-Apollinaire de Valence                                    | Valence                      |         | 44° 55′ 54″ nord, 4° 53′ 22″ est | « PA00117085 » | Classé MH                                                                           | 1862               | Cathédrale Saint-Apollinaire de Valence                                  |
| Église Saint-Jean-Baptiste de Valence                                      | Valence                      |         | 44° 56′ 04″ nord, 4° 53′ 29″ est | « PA00117087 » | Inscrit MH Clocher-porche                                                           | 1978               | Église Saint-Jean-Baptiste de Valence                                    |
| Église Sainte-Catherine de Valence (Drôme)                                 | Valence                      |         | 44° 55′ 11″ nord, 4° 53′ 09″ est |                |                                                                                     |                    | Image manquante Téléverser                                               |
| Église Sainte-Claire de la Chamberlière                                    | Valence                      |         | 44° 56′ 45″ nord, 4° 54′ 43″ est |                |                                                                                     |                    | Image manquante Téléverser                                               |
| Église Sainte-Thérèse-de-l'Enfant-Jésus de Valence                         | Valence                      |         | 44° 55′ 04″ nord, 4° 54′ 00″ est |                |                                                                                     |                    | Image manquante Téléverser                                               |
| Église Saint-François-d'Assise de Valence                                  | Valence                      |         | 44° 55′ 47″ nord, 4° 55′ 13″ est |                |                                                                                     |                    | Image manquante Téléverser                                               |
| Église Notre-Dame de Valence                                               | Valence                      |         | 44° 55′ 46″ nord, 4° 53′ 50″ est |                |                                                                                     |                    | Église Notre-Dame de Valence                                             |
| Église de l'Annonciation dite aussi Notre-Dame-de-Charran du Grand Charran | Valence                      |         | 44° 55′ 26″ nord, 4° 54′ 37″ est |                |                                                                                     |                    | Image manquante Téléverser                                               |
| Église Saint-Paul du Polygone                                              | Valence                      |         | 44° 56′ 10″ nord, 4° 54′ 26″ est |                |                                                                                     |                    | Image manquante Téléverser                                               |
| Église Saint-Pie-X du Petit Charran                                        | Valence                      |         | 44° 55′ 47″ nord, 4° 54′ 53″ est |                |                                                                                     |                    | Image manquante Téléverser                                               |
| Église Saint-Étienne de Valouse                                            | Valouse                      |         | 44° 27′ 46″ nord, 5° 11′ 36″ est |                |                                                                                     |                    | Image manquante Téléverser                                               |
| Église Notre-Dame-de-l'Assomption de Vassieux-en-Vercors                   | Vassieux-en-Vercors          |         | 44° 53′ 45″ nord, 5° 22′ 09″ est |                |                                                                                     |                    | Église Notre-Dame-de-l'Assomption de Vassieux-en-Vercors                 |
| Église Sainte-Marie-Madeleine de Vaunaveys-la-Rochette                     | Vaunaveys-la-Rochette        |         | 44° 46′ 08″ nord, 5° 01′ 58″ est |                |                                                                                     |                    | Église Sainte-Marie-Madeleine de Vaunaveys-la-Rochette                   |
| Église Sainte-Anne des Massonnes                                           | Vaunaveys-la-Rochette        |         | 44° 47′ 47″ nord, 5° 01′ 34″ est |                |                                                                                     |                    | Église Sainte-Anne des Massonnes                                         |
| Église de Vaunaveys                                                        | Vaunaveys-la-Rochette        |         | à géolocaliser                   |                |                                                                                     |                    | Image manquante Téléverser                                               |
| Église Saint-Michel de Novezan                                             | Venterol                     |         | 44° 24′ 17″ nord, 5° 05′ 00″ est |                |                                                                                     |                    | Image manquante Téléverser                                               |
| Église Notre-Dame de Venterol                                              | Venterol                     |         | 44° 22′ 54″ nord, 5° 05′ 00″ est |                |                                                                                     |                    | Image manquante Téléverser                                               |
| Église Sainte-Madeleine de Verclause                                       | Verclause                    |         | 44° 22′ 54″ nord, 5° 25′ 42″ est |                |                                                                                     |                    | Image manquante Téléverser                                               |
| Église Sainte-Anne de Vercoiran                                            | Vercoiran                    |         | 44° 18′ 07″ nord, 5° 20′ 26″ est |                |                                                                                     |                    | Église Sainte-Anne de Vercoiran                                          |
| Église Saint-Pierre de Vesc                                                | Vesc                         |         | 44° 31′ 16″ nord, 5° 09′ 11″ est |                |                                                                                     |                    | Église Saint-Pierre de Vesc                                              |
| Église Saint-Paul de Villebois-les-Pins                                    | Villebois-les-Pins           |         | 44° 18′ 55″ nord, 5° 36′ 35″ est |                |                                                                                     |                    | Église Saint-Paul de Villebois-les-Pins                                  |
| Église Saint-Pierre de Villeperdrix                                        | Villeperdrix                 |         | 44° 26′ 32″ nord, 5° 17′ 14″ est |                |                                                                                     |                    | Église Saint-Pierre de Villeperdrix                                      |
| Église Notre-Dame-des-Champs de Léoux                                      | Villeperdrix                 |         | 44° 27′ 43″ nord, 5° 18′ 49″ est |                |                                                                                     |                    | Image manquante Téléverser                                               |
| Église de la Nativité de Vinsobres                                         | Vinsobres                    |         | 44° 20′ 00″ nord, 5° 03′ 37″ est |                |                                                                                     |                    | Église de la Nativité de Vinsobres                                       |
| Église Notre-Dame-de-la-Nativité de Volvent                                | Volvent                      |         | 44° 33′ 35″ nord, 5° 20′ 40″ est |                |                                                                                     |                    | Église Notre-Dame-de-la-Nativité de Volvent                              |
| Église de la Nativité de Véronne                                           | Véronne                      |         | 44° 45′ 03″ nord, 5° 13′ 16″ est |                |                                                                                     |                    | Image manquante Téléverser                                               |
| Église Saint-Michel d'Échevis                                              | Échevis                      |         | 45° 01′ 35″ nord, 5° 23′ 06″ est |                |                                                                                     |                    | Image manquante Téléverser                                               |
| Église Saint-François-Régis d'Épinouze                                     | Épinouze                     |         | 45° 18′ 38″ nord, 4° 55′ 34″ est |                |                                                                                     |                    | Église Saint-François-Régis d'Épinouze                                   |
| Église Saint-Roch d'Érôme                                                  | Érôme                        |         | 45° 07′ 14″ nord, 4° 49′ 15″ est |                |                                                                                     |                    | Église Saint-Roch d'Érôme                                                |
| Église Notre-Dame d'Étoile-sur-Rhône                                       | Étoile-sur-Rhône             |         | 44° 50′ 15″ nord, 4° 53′ 34″ est | « PA00116947 » | Classé MH                                                                           | 1908               | Église Notre-Dame d'Étoile-sur-Rhône                                     |

### Culteprotestant
| Église                                                                 | Commune                    | Adresse | Coordonnées                      | Notice         | Protection                             | Date | Illustration                                      |
| ---------------------------------------------------------------------- | -------------------------- | ------- | -------------------------------- | -------------- | -------------------------------------- | ---- | ------------------------------------------------- |
| Temple de Pont-de-Quart                                                | Aix-en-Diois               |         | 44° 42′ 30″ nord, 5° 24′ 04″ est |                |                                        |      | Image manquante Téléverser                        |
| Ancien temple d'Allan                                                  | Allan                      |         | à géolocaliser                   |                |                                        |      | Image manquante Téléverser                        |
| Ancien temple d'Allex                                                  | Allex                      |         | à géolocaliser                   |                |                                        |      | Image manquante Téléverser                        |
| Temple d'Aouste-sur-Sye                                                | Aouste-sur-Sye             |         | 44° 42′ 56″ nord, 5° 03′ 34″ est |                |                                        |      | Image manquante Téléverser                        |
| Temple de Berlière                                                     | Arnayon                    |         | à géolocaliser                   |                |                                        |      | Image manquante Téléverser                        |
| Temple d'Aucelon                                                       | Aucelon                    |         | 44° 37′ 29″ nord, 5° 20′ 46″ est |                |                                        |      | Image manquante Téléverser                        |
| Temple d'Aurel                                                         | Aurel                      |         | 44° 41′ 42″ nord, 5° 17′ 46″ est |                |                                        |      | Image manquante Téléverser                        |
| Temple de Barcelonne                                                   | Barcelonne                 |         | à géolocaliser                   |                |                                        |      | Image manquante Téléverser                        |
| Temple de Barnave                                                      | Barnave                    |         | à géolocaliser                   |                |                                        |      | Image manquante Téléverser                        |
| Temple de Beaufort-sur-Gervanne                                        | Beaufort-sur-Gervanne      |         | 44° 46′ 38″ nord, 5° 08′ 34″ est |                |                                        |      | Temple de Beaufort-sur-Gervanne                   |
| Temple de Beaumont-en-Diois                                            | Beaumont-en-Diois          |         | 44° 34′ 12″ nord, 5° 28′ 29″ est |                |                                        |      | Image manquante Téléverser                        |
| Temple de Beaumont-lès-Valence                                         | Beaumont-lès-Valence       |         | 44° 51′ 36″ nord, 4° 56′ 30″ est | « PA00116892 » | Classé MH                              | 1914 | Temple de Beaumont-lès-Valence                    |
| Temple de Beaurières                                                   | Beaurières                 |         | 44° 34′ 20″ nord, 5° 33′ 37″ est |                |                                        |      | Temple de Beaurières                              |
| Temple de Ravel                                                        | Boulc                      |         | 44° 39′ 41″ nord, 5° 31′ 53″ est |                |                                        |      | Image manquante Téléverser                        |
| Temple méthodiste appelé La Chapelle de Bourdeaux                      | Bourdeaux                  |         | 44° 35′ 02″ nord, 5° 08′ 04″ est |                |                                        |      | Temple méthodiste appelé La Chapelle de Bourdeaux |
| Temple appelé Le Grand Temple                                          | Bourdeaux                  |         | 44° 35′ 03″ nord, 5° 08′ 02″ est | « IA26000016 » |                                        |      | Temple appelé Le Grand Temple                     |
| Temple de Bourg-lès-Valence                                            | Bourg-lès-Valence          |         | à géolocaliser                   |                |                                        |      | Image manquante Téléverser                        |
| Temple de Bouvières                                                    | Bouvières                  |         | 44° 30′ 58″ nord, 5° 13′ 02″ est |                |                                        |      | Image manquante Téléverser                        |
| Temple de Bézaudun-sur-Bîne                                            | Bézaudun-sur-Bîne          |         | 44° 35′ 44″ nord, 5° 10′ 10″ est |                |                                        |      | Image manquante Téléverser                        |
| Temple de Chabeuil                                                     | Chabeuil                   |         | 44° 53′ 53″ nord, 5° 01′ 17″ est |                |                                        |      | Temple de Chabeuil                                |
| Temple de Chamaloc                                                     | Chamaloc                   |         | 44° 47′ 54″ nord, 5° 23′ 02″ est |                |                                        |      | Image manquante Téléverser                        |
| Temple de Charens                                                      | Charens                    |         | à géolocaliser                   |                |                                        |      | Image manquante Téléverser                        |
| Temple de Châteaudouble                                                | Châteaudouble              |         | 44° 53′ 59″ nord, 5° 05′ 36″ est |                |                                        |      | Temple de Châteaudouble                           |
| Temple de Châtillon-en-Diois                                           | Châtillon-en-Diois         |         | 44° 41′ 43″ nord, 5° 29′ 06″ est |                |                                        |      | Image manquante Téléverser                        |
| Temple de Cliousclat                                                   | Cliousclat                 |         | 44° 42′ 59″ nord, 4° 50′ 02″ est |                |                                        |      | Temple de Cliousclat                              |
| Temple de Combovin                                                     | Combovin                   |         | 44° 52′ 22″ nord, 5° 04′ 39″ est |                |                                        |      | Image manquante Téléverser                        |
| Temple de Crest                                                        | Crest                      |         | 44° 43′ 46″ nord, 5° 01′ 39″ est |                |                                        |      | Image manquante Téléverser                        |
| Temple de Die                                                          | Die                        |         | 44° 45′ 07″ nord, 5° 22′ 15″ est | « PA00116936 » | Inscrit MH Porte y compris les vantaux | 1931 | Temple de Die                                     |
| Temple protestant de Dieulefit                                         | Dieulefit                  |         | 44° 31′ 24″ nord, 5° 03′ 57″ est | « PA26000022 » | Inscrit MH                             | 2010 | Temple protestant de Dieulefit                    |
| Temple d'Espenel                                                       | Espenel                    |         | 44° 41′ 04″ nord, 5° 14′ 04″ est |                |                                        |      | Image manquante Téléverser                        |
| Temple d'Establet                                                      | Establet                   |         | 44° 30′ 19″ nord, 5° 26′ 16″ est |                |                                        |      | Temple d'Establet                                 |
| Temple d'Eurre                                                         | Eurre                      |         | 44° 45′ 31″ nord, 4° 59′ 22″ est |                |                                        |      | Temple d'Eurre                                    |
| Temple de Grane                                                        | Grane                      |         | 44° 43′ 57″ nord, 4° 55′ 32″ est |                |                                        |      | Temple de Grane                                   |
| Temple de La Baume-Cornillane                                          | La Baume-Cornillane        |         | 44° 49′ 24″ nord, 5° 02′ 19″ est |                |                                        |      | Temple de La Baume-Cornillane                     |
| Temple de La Bégude-de-Mazenc                                          | La Bégude-de-Mazenc        |         | 44° 32′ 40″ nord, 4° 56′ 17″ est |                |                                        |      | Image manquante Téléverser                        |
| Temple de La Charce                                                    | La Charce                  |         | 44° 28′ 13″ nord, 5° 27′ 03″ est |                |                                        |      | Image manquante Téléverser                        |
| Temple de La Motte-Chalancon                                           | La Motte-Chalancon         |         | 44° 29′ 04″ nord, 5° 22′ 45″ est |                |                                        |      | Image manquante Téléverser                        |
| Temple du Poët-Célard                                                  | Le Poët-Célard             |         | 44° 36′ 06″ nord, 5° 06′ 10″ est |                |                                        |      | Temple du Poët-Célard                             |
| Ancien temple protestant du Poët-Laval                                 | Le Poët-Laval              |         | 44° 32′ 12″ nord, 5° 00′ 52″ est | « PA26000024 » | Inscrit MH                             | 2014 | Ancien temple protestant du Poët-Laval            |
| Temple du Poët-Laval                                                   | Le Poët-Laval              |         | 44° 31′ 50″ nord, 5° 00′ 34″ est |                |                                        |      | Temple du Poët-Laval                              |
| Temple des Prés                                                        | Les Prés                   |         | 44° 31′ 38″ nord, 5° 34′ 49″ est |                |                                        |      | Image manquante Téléverser                        |
| Temple de Lesches-en-Diois                                             | Lesches-en-Diois           |         | 44° 35′ 52″ nord, 5° 31′ 36″ est |                |                                        |      | Image manquante Téléverser                        |
| Temple de Livron-sur-Drôme                                             | Livron-sur-Drôme           |         | 44° 46′ 25″ nord, 4° 50′ 45″ est |                |                                        |      | Image manquante Téléverser                        |
| Temple des Petits Robins                                               | Livron-sur-Drôme           |         | 44° 48′ 12″ nord, 4° 49′ 06″ est |                |                                        |      | Image manquante Téléverser                        |
| Temple de Loriol-sur-Drôme                                             | Loriol-sur-Drôme           |         | 44° 45′ 08″ nord, 4° 49′ 19″ est |                |                                        |      | Temple de Loriol-sur-Drôme                        |
| Temple de Marignac-en-Diois                                            | Marignac-en-Diois          |         | 44° 48′ 10″ nord, 5° 20′ 00″ est |                |                                        |      | Temple de Marignac-en-Diois                       |
| Temple de Menglon                                                      | Menglon                    |         | 44° 39′ 52″ nord, 5° 27′ 47″ est |                |                                        |      | Image manquante Téléverser                        |
| Temple de Mirabel-et-Blacons                                           | Mirabel-et-Blacons         |         | 44° 42′ 49″ nord, 5° 06′ 23″ est |                |                                        |      | Image manquante Téléverser                        |
| Temple de la Paillette                                                 | Montjoux                   |         | 44° 29′ 43″ nord, 5° 06′ 58″ est |                |                                        |      | Image manquante Téléverser                        |
| Temple de Montmeyran                                                   | Montmeyran                 |         | 44° 50′ 00″ nord, 4° 58′ 33″ est |                |                                        |      | Image manquante Téléverser                        |
| Temple dit aussi chapelle du Réveil des Rorivas                        | Montmeyran                 |         | 44° 50′ 03″ nord, 4° 59′ 56″ est |                |                                        |      | Image manquante Téléverser                        |
| Temple de Montvendre                                                   | Montvendre                 |         | à géolocaliser                   |                |                                        |      | Temple de Montvendre                              |
| Temple protestant de Montélimar                                        | Montélimar                 |         | 44° 33′ 27″ nord, 4° 44′ 54″ est |                |                                        |      | Temple protestant de Montélimar                   |
| Temple de Mornans                                                      | Mornans                    |         | 44° 37′ 12″ nord, 5° 07′ 32″ est |                |                                        |      | Temple de Mornans                                 |
| Temple de Nyons                                                        | Nyons                      |         | 44° 21′ 36″ nord, 5° 08′ 15″ est |                |                                        |      | Temple de Nyons                                   |
| Temple d'Orcinas                                                       | Orcinas                    |         | 44° 32′ 54″ nord, 5° 08′ 12″ est |                |                                        |      | Temple d'Orcinas                                  |
| Temple de Pennes-le-Sec                                                | Pennes-le-Sec              |         | 44° 38′ 17″ nord, 5° 19′ 02″ est |                |                                        |      | Temple de Pennes-le-Sec                           |
| Temple de Plan-de-Baix                                                 | Plan-de-Baix               |         | 44° 48′ 47″ nord, 5° 09′ 59″ est |                |                                        |      | Temple de Plan-de-Baix                            |
| Temple de Ponet-et-Saint-Auban                                         | Ponet-et-Saint-Auban       |         | 44° 47′ 15″ nord, 5° 18′ 59″ est |                |                                        |      | Image manquante Téléverser                        |
| Temple de Portes-lès-Valence                                           | Portes-lès-Valence         |         | 44° 52′ 26″ nord, 4° 52′ 45″ est |                |                                        |      | Image manquante Téléverser                        |
| Temple de Poyols                                                       | Poyols                     |         | 44° 35′ 58″ nord, 5° 25′ 14″ est |                |                                        |      | Temple de Poyols                                  |
| Temple de Puy-Saint-Martin                                             | Puy-Saint-Martin           |         | 44° 37′ 41″ nord, 4° 58′ 27″ est |                |                                        |      | Image manquante Téléverser                        |
| Temple de Recoubeau                                                    | Recoubeau-Jansac           |         | 44° 39′ 15″ nord, 5° 24′ 46″ est |                |                                        |      | Image manquante Téléverser                        |
| Temple de Romans-sur-Isère                                             | Romans-sur-Isère           |         | à géolocaliser                   |                |                                        |      | Image manquante Téléverser                        |
| Temple de Romeyer                                                      | Romeyer                    |         | 44° 46′ 43″ nord, 5° 24′ 29″ est |                |                                        |      | Image manquante Téléverser                        |
| Temple de Saillans                                                     | Saillans                   |         | 44° 41′ 49″ nord, 5° 12′ 02″ est |                |                                        |      | Image manquante Téléverser                        |
| Temple de Saint-Auban-sur-l'Ouvèze                                     | Saint-Auban-sur-l'Ouvèze   |         | à géolocaliser                   |                |                                        |      | Temple de Saint-Auban-sur-l'Ouvèze                |
| Temple de l'église protestante unie de France de Saint-Dizier-en-Diois | Saint-Dizier-en-Diois      |         | 44° 30′ 51″ nord, 5° 28′ 37″ est |                |                                        |      | Image manquante Téléverser                        |
| Temple de Saint-Julien-en-Quint                                        | Saint-Julien-en-Quint      |         | 44° 50′ 14″ nord, 5° 17′ 31″ est |                |                                        |      | Temple de Saint-Julien-en-Quint                   |
| Temple de Saint-Paul-Trois-Châteaux                                    | Saint-Paul-Trois-Châteaux  |         | 44° 20′ 49″ nord, 4° 46′ 00″ est |                |                                        |      | Temple de Saint-Paul-Trois-Châteaux               |
| Temple de Saint-Vallier                                                | Saint-Vallier              |         | 45° 10′ 47″ nord, 4° 48′ 54″ est |                |                                        |      | Temple de Saint-Vallier                           |
| Temple de Sainte-Croix                                                 | Sainte-Croix               |         | 44° 46′ 06″ nord, 5° 16′ 58″ est |                |                                        |      | Temple de Sainte-Croix                            |
| Temple de Sainte-Euphémie-sur-Ouvèze                                   | Sainte-Euphémie-sur-Ouvèze |         | 44° 17′ 59″ nord, 5° 22′ 44″ est |                |                                        |      | Temple de Sainte-Euphémie-sur-Ouvèze              |
| Temple de Salles-sous-Bois                                             | Salles-sous-Bois           |         | 44° 27′ 06″ nord, 4° 56′ 01″ est | « IA26000413 » |                                        |      | Temple de Salles-sous-Bois                        |
| Temple de Saou                                                         | Saou                       |         | 44° 38′ 41″ nord, 5° 03′ 44″ est |                |                                        |      | Image manquante Téléverser                        |
| Temple de Saulce-sur-Rhône                                             | Saulce-sur-Rhône           |         | 44° 42′ 08″ nord, 4° 47′ 57″ est |                |                                        |      | Image manquante Téléverser                        |
| Temple de Sauzet                                                       | Sauzet                     |         | 44° 36′ 14″ nord, 4° 49′ 14″ est |                |                                        |      | Temple de Sauzet                                  |
| Temple de Taulignan                                                    | Taulignan                  |         | 44° 26′ 41″ nord, 4° 58′ 56″ est | « PA26000025 » | Inscrit MH                             | 2010 | Temple de Taulignan                               |
| Temple de Moïse de Truinas                                             | Truinas                    |         | 44° 35′ 08″ nord, 5° 04′ 46″ est |                |                                        |      | Image manquante Téléverser                        |
| Temple de Fourcinet                                                    | Val-Maravel                |         | 44° 35′ 27″ nord, 5° 34′ 02″ est |                |                                        |      | Image manquante Téléverser                        |
| Temple de Valdrôme                                                     | Valdrôme                   |         | 44° 30′ 15″ nord, 5° 34′ 16″ est |                |                                        |      | Image manquante Téléverser                        |
| Temple protestant Saint-Ruf                                            | Valence                    |         | 44° 56′ 02″ nord, 4° 53′ 22″ est | « PA00117095 » | Classé MH                              | 1921 | Temple protestant Saint-Ruf                       |
| Temple de l'église réformée de France du Petit Charran                 | Valence                    |         | 44° 55′ 55″ nord, 4° 54′ 52″ est |                |                                        |      | Image manquante Téléverser                        |
| Temple protestant de Venterol                                          | Venterol                   |         | 44° 23′ 28″ nord, 5° 05′ 55″ est |                |                                        |      | Image manquante Téléverser                        |
| Temple protestant de Vesc                                              | Vesc                       |         | à géolocaliser                   |                |                                        |      | Image manquante Téléverser                        |
| Temple protestant de Vinsobres                                         | Vinsobres                  |         | 44° 20′ 05″ nord, 5° 03′ 36″ est |                |                                        |      | Temple protestant de Vinsobres                    |
| Temple protestant d'Étoile-sur-Rhône                                   | Étoile-sur-Rhône           |         | à géolocaliser                   |                |                                        |      | Temple protestant d'Étoile-sur-Rhône              |

### Église arménienne
| Église                                                     | Commune | Adresse | Coordonnées                      | Notice | Protection | Date | Illustration                                         |
| ---------------------------------------------------------- | ------- | ------- | -------------------------------- | ------ | ---------- | ---- | ---------------------------------------------------- |
| Église apostolique arménienne Saint-Sahag de Valence       | Valence |         | 44° 55′ 20″ nord, 4° 53′ 19″ est |        |            |      | Église apostolique arménienne Saint-Sahag de Valence |
| Église arménienne Saint-Grégoire-l'Illuminateur de Valence | Valence |         | à géolocaliser                   |        |            |      | Image manquante Téléverser                           |

### Église orthodoxe
| Église                                                                                             | Commune                 | Adresse | Coordonnées                      | Notice | Protection | Date | Illustration                                                                    |
| -------------------------------------------------------------------------------------------------- | ----------------------- | ------- | -------------------------------- | ------ | ---------- | ---- | ------------------------------------------------------------------------------- |
| Chapelle orthodoxe grecque Notre-Dame-de-la-Dormition-de-la-Très-Sainte-Mère-de-Dieu des Brochiers | Saint-Jean-en-Royans    |         | à géolocaliser                   |        |            |      | Image manquante Téléverser                                                      |
| Chapelle orthodoxe ukrainienne de Tous-les-Saints-d'Orient-et-d'Occident des Brochiers             | Saint-Jean-en-Royans    |         | à géolocaliser                   |        |            |      | Image manquante Téléverser                                                      |
| Église du monastère orthodoxe Saint-Antoine-le-Grand de Saint-Laurent-en-Royans                    | Saint-Laurent-en-Royans |         | 44° 59′ 20″ nord, 5° 20′ 39″ est |        |            |      | Église du monastère orthodoxe Saint-Antoine-le-Grand de Saint-Laurent-en-Royans |